# Justicieae
Justicieae Dumort., 1829 è una tribù di piante angiosperme appartenenti alla famiglia Acanthaceae.

## Etimologia
Il nome della tribù fa riferimento al suo genere tipo, il cui nome a sua volta è stato dato in onore dell'archivista, botanico e orticoltore scozzese James Justice (1698-1763).
Il nome scientifico della tribù è stato definito dal botanico, naturalista e politico belga Barthélemy Charles Joseph Dumortier (Tournai, 3 aprile 1797 – 9 giugno 1878) nella pubblicazione "Analyse des Familles de Plantes: avec l'indication des principaux genres qui s'y rattachent. Tournay. - 23. 1829" del 1829.

## Descrizione

### Portamento
La tribù comprende piante erbacee perenni, a volte decombenti), piante arbustive (suffruticoso) e piccoli alberi flessuosi. Nelle varie parti vegetative sono presenti dei glicosidi fenolici spesso in composti iridoidi, alcaloidi e diterpenoidi; sono presenti inoltre cistoliti. Alcuni fusti hanno una sezione subquadrangolare (o anche esagonale) a causa della presenza di fasci di collenchima posti nei quattro vertici; altrimenti sono più o meno cilindrici.

### Foglie

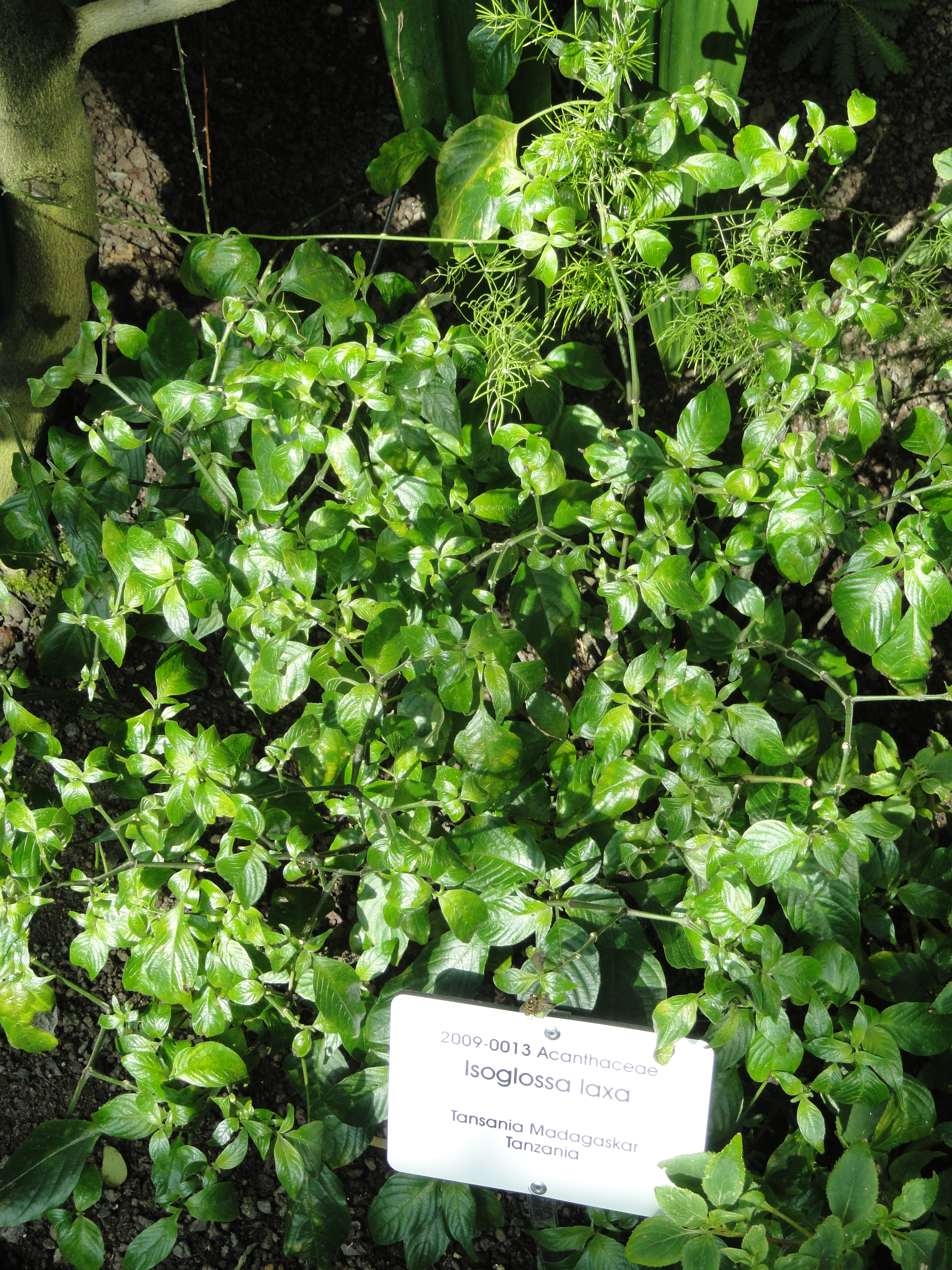
Le foglie
Isoglossa laxa
(Isoglossinae)

Le foglie lungo il caule sono disposte in modo opposto. La lamina, sessile o picciolata, ha delle forme intere da lanceolate o ellittiche a ovate o largamente ovali con margini sinuosi, interi o leggermente seghettati o crenati. Il fogliame può essere deciduo o sempreverde.

### Infiorescenze

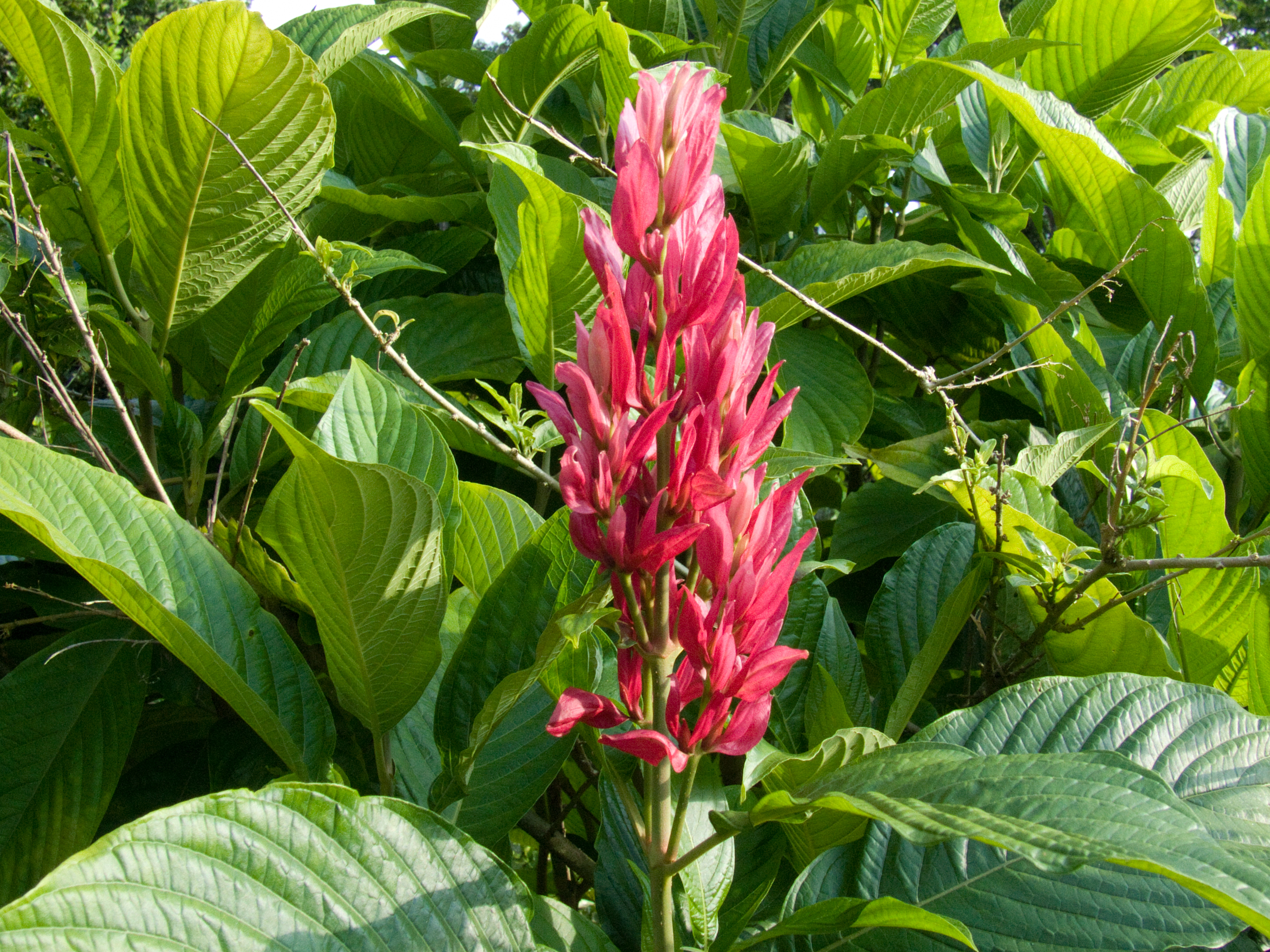
Infiorescenza
Megaskepasma erythrochlamys
(Justiciinae)

Le infiorescenze sono terminali del tipo a dicasio con pochi fiori posizionati alle ascelle delle foglie superiori. Se i fiori sono molti si formano delle infiorescenze a racemo o tirso; a volte se sono ramificati le infiorescenze diventano delle pannocchie. In genere i fiori sono disposti in modo opposto.  A volte i fiori sono raggruppati in verticilli sovrapposti e distanziati. Nelle infiorescenze sono presenti sia delle vistose brattee (fogliacee o petaloidi) colorate (con forme da lineari a oblanceolate) che bratteole simili alle brattee o più piccole. I fiori possono essere sessili o peduncolati.

### Fiori

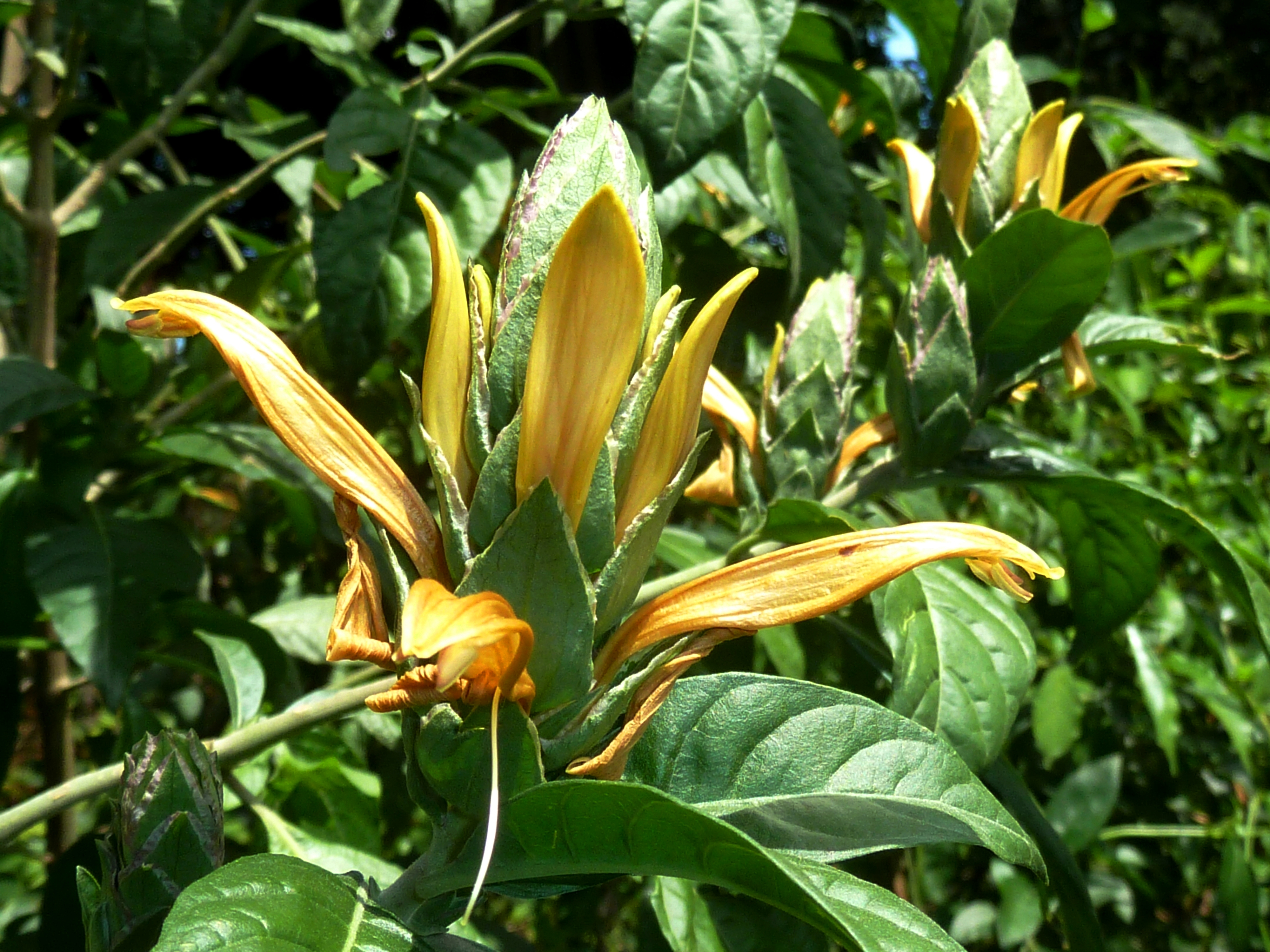
I fiori
Anisotes longistrobus
(Justiciinae)

I fiori sono ermafroditi e zigomorfi; sono inoltre tetraciclici (ossia formati da 4 verticilli: calice– corolla – androceo – gineceo) e pentameri (i verticilli del perianzio hanno più o meno 5 elementi ognuno).
- Formula fiorale:[10]

X, K (5), [C (2+3), A 2+2 o 2] G (2/supero), capsula
- Il calice, gamosepalo, è profondamente da trilobato a pentalobato. I lobi (simili a lacinie) sono uguali o subuguali (calice attinomorfo). La forma dei lobi varia da lineare a triangolare.

- La corolla, gamopetala, è tubolare-cilindrica o a forma di imbuto (a volte il tubo è molto lungo, altre è curvo) e termina con due labbra (corolla zigomorfa del tipo bilabiato) oppure con 5 lobi patenti a volte embricati (corolla attinomorfa e ipocrateriforme). In alcune specie la corolla è resupinata di 180° per torsione del tubo. Il labbro inferiore è formato da 3 lobi; il labbro superiore ha 2 profondi lobi. Internamente alla corolla è presente un solco. Le labbra possono essere minutamente lobate o cigliate. I colori sono bianco, viola, verdastro, crema, arancio, giallastro, blu e rosso.

- L'androceo è formato da 2 - 4 stami didinami, adnati all'apice del tubo della corolla e sporgenti. In genere non sono presenti staminoidi (a parte il gruppo "Pseuderanthemum lineage"). Le antere sono biloculari (con due teche); alcuni gruppi hanno delle antere monoteche. La disposizione delle teche è da parallele a oblique; a volte sono inserite in modo disuguale. La base delle teche è speronata e priva di appendici basali. Il polline, a forma prolata o subprolata, normalmente è tricolpoporato con 6 aperture ed esina perforata. È presente un disco nettarifero a forma anulare oppure è cupulato.

- Il gineceo è formato da un ovario supero bicarpellare (a due carpelli connati - ovario sincarpico) e quindi biloculare. La placentazione in generale è assile. Ogni loggia può contenere 1 - 2 ovuli. Gli ovuli possono essere anatropi o campilotropi con un solo tegumento e sono inoltre tenuinucellati (con la nocella, stadio primordiale dell'ovulo, ridotta a poche cellule).[13] Lo stilo è uno con un solo stigma leggermente bilobo.

### Frutti
I frutti sono delle capsule, anche tomentose oppure legnose, con un gambo basale sterile e una testa fertile più o meno clavata. Ogni capsula contiene 2 - 4 semi. Questi hanno delle forme da compresse (semi lenticolari) a sferiche con apice da arrotondato a acuto e base da troncata a cordata. La deiscenza dei frutti è elastica (derivata dalla particolare placentazione dell'ovario). Il funicolo è persistente (il retinacolo è uncinato). L'endosperma è scarso o assente.

## Biologia
Le specie di questo raggruppamento si riproducono prevalentemente per impollinazione tramite insetti quali api, vespe, falene e farfalle (impollinazione entomogama), ma anche tramite uccelli quali colibrì (impollinazione ornitogama)..
La dispersione dei semi avviene inizialmente a causa del vento (dispersione anemocora); una volta caduti a terra sono dispersi soprattutto da insetti tipo formiche (mirmecoria). Sono possibili anche dispersioni tramite altri animali (dispersione zoocora).

## Distribuzione e habitat
Questa tribù ha una distribuzione cosmopolita con habitat da tropicali a temperati.

## Tassonomia
La famiglia delle Acanthacee comprende 208 generi con oltre 4.500 specie. Dal punto di vista tassonomico è suddivisa in 4 sottofamiglie; la tribù Justicieae appartiene alla sottofamiglia Acanthoideae caratterizzata soprattutto dalla presenza di cistoliti nelle foglie.

### Generi
La tribù comprende 104 generi in 5 sottotribù:
- Sottotribù Graptophyllinae T.Anderson, 2021
  - Afrofittonia Lindau, 1913 (1 sp.)
  - Asystasia Blume, 1826 (60 spp.)
  - Ballochia Balf.f., 1883 (3 spp.)
  - Chamaeranthemum Nees, 1836 (4 spp.)
  - Chileranthemum Oerst., 1855 (3 spp.)
  - Codonacanthus Nees, 1847 (3 spp.)
  - Cosmianthemum Bremek., 1960 (14 spp.)
  - Filetia Miq., 1858 (9 spp.)
  - Glossochilus Nees, 1847 (1 spp.)
  - Graptophyllum Nees, 1832 (15 spp.)
  - Herpetacanthus Nees, 1847 (21 spp.)
  - Isotheca Turrill, 1922 (1 sp.)
  - Linariantha B.L.Burtt & R.M.Sm., 1965 (1 sp.)
  - Mackaya Harv., 1859 (5 spp.)
  - Odontonema Nees, 1842 (32 spp.)
  - Oplonia Raf., 1838 (21 spp.)
  - Phialacanthus Benth., 1876 (5 spp.)
  - Pranceacanthus Wassh., 1984 (1 spp.)
  - Pseuderanthemum Radlk., 1883 (133 spp.)
  - Psilanthele Lindau, 187 (1 sp.)
  - Pulchranthus V.M.Baum, Reveal & Nowicke, 1983 (4 spp.)
  - Ruspolia Lindau, 1895 (4 spp.)
  - Ruttya Harv., 1842 (6 spp.)
  - Sapphoa Urb., 1922 (2 spp.)
  - Spathacanthus Baill., 1891 (4 spp.)
  - Thysanostigma J.B.Imlay, 1939 (2 spp.)
  - Wuacanthus Y.F.Deng, N.H.Xia & H.Peng, 2016 (1 spp.)

- Sottotribù Isoglossinae Lindau, 1895
  - Brachystephanus Nees, 1847 (21 spp.)
  - Celerina Benoist, 1964 (1 sp.)
  - Isoglossa Oerst., 1855 (80 spp.)
  - Melittacanthus S.Moore, 1906 (1 sp.)
  - Sebastiano-schaueria  (1 sp.)
  - Stenostephanus  (95 spp.)
  - Sphacanthus  (2 spp.)

- Sottotribù Justiciinae Nees, 1832
  - Anisostachya Nees, 1847 (61 spp.)
  - Anisotes Nees, 1847 (29 spp.)
  - Ascotheca Heine, 1966 (1 sp.)
  - Cephalacanthus Lindau, 1905 (1 sp.)
  - Clistax Mart., 1829 (3 spp.)
  - Dasytropis Urb., 1924 (1 sp.)
  - Dianthera L., 1753 (41 spp.)
  - Dichazothece Lindau, 1898 (1 sp.)
  - Dicladanthera F. Muell., 1882 (2 spp.)
  - Dicliptera Juss., 1807 (225 spp.)
  - Harpochilus Nees, 1847 (3 spp.)
  - Hypoestes Sol. ex R.Br., 1810 (139 spp.)
  - Justicia L., 1753 (935 spp.)
  - Kenyacanthus I.Darbysh. & Kiel, 2019 (1 sp.)
  - Megaskepasma Lindau, 1897 (1 sp.)
  - Meiosperma Raf, 1838 (6 spp.)
  - Metarungia Baden, 1984 (1 sp.)
  - Nicoteba Lindau, 1893 (4 spp.)
  - Pogonospermum Hochst., 1844 (34 spp.)
  - Poikilacanthus Lindau, 1893 (13 spp.)
  - Psiloesthes Benoist, 1936 (1 sp.)
  - Rhaphidospora Nees, 1832 (8 spp.)
  - Rhinacanthus Nees, 1832 (26 spp.)
  - Rostellularia Rchb., 1837 (25 spp.)
  - Rungia Nees,1832  (87 spp.)
  - Symplectochilus Lindau, 1894 (2 spp.)
  - Tabascina Baill., 1891 (1 sp.)
  - Trichocalyx Balf.f., 1883 (2 spp.)
  - Vavara Benoist, 2021 (1 sp.)
  - Xerothamnella C.T.White, 1944 (2 spp.)

- Sottotribù Monotheciinae Lindau, 1893
  - Ambongia Beniost, 1939 (1 sp.)
  - Calycacanthus K.Schum. (2 spp.)
  - Champluviera I.Darbysh., T.F.Daniel & Kiel, 2019 (2 spp.)
  - Cyclacanthus S. Moore, 1921 (2 spp.)
  - Jadunia Lindau, 1913 (2 spp.)
  - Marcania J.B. Imlay, 1939 (1 sp.)
  - Monothecium Hochst., 1843 (3 spp.)
  - Ptyssiglottis T.Anderson, 1860 (38 spp.)

- Sottotribù Tetrameriinae T.F.Daniel, Kiel & McDade, 2021
  - Ancistranthus Lindau, 1900 (1 sp.)
  - Angkalanthus Balf.f., 1883 (1 sp.)
  - Anisacanthus Nees, 1842 (11 spp.)
  - Aphanosperma T.F.Daniel, 1988 (1 sp.)
  - Carlowrightia A.Gray, 1878 (21 spp.)
  - Cephalophis Vollesen, 2010 (1 sp.)
  - Chalarothyrsus Lindau, 1904 (1 sp.)
  - Chlamydocardia Lindau, 1894 (2 spp.)
  - Chorisochora Vollesen, 1994 (4 spp.)
  - Clinacanthus Nees, 1847 (3 spp.)
  - Ecbolium Kurz, 1871 (22 spp.)
  - Fittonia Coem., 1865 (2 spp.)
  - Gypsacanthus E.J.Lott, V.Jaram. & Rzed, 1986 (1 sp.)
  - Henrya Nees, 1846 (3 spp.)
  - Hoverdenia Nees, 1847 (1 sp.)
  - Kudoacanthus Hosok., 1933 (1 sp.)
  - Leptostachya Nees, 1832 (1 sp.)
  - Megalochlamys Lindau, 1899 (10 spp.)
  - Mexacanthus T.F.Daniel, 1981 (1 sp.)
  - Mirandea Rzed., 1959 (6 spp.)
  - Pachystachys Nees, 1847 (18 spp.)
  - Populina Baill., 1891 (2 spp.)
  - Schaueria Nees, 1839 (15 spp.)
  - Tetramerium Nees, 1846 (31 spp.)
  - Thyrsacanthus Moric., 1847 (7 spp.)
  - Trichaulax Vollesen, 1992 (1 sp.)
  - Yeatesia Small, 1896 (3 spp.)

- Justicieae incertae sedis
  - Dolichostachys Benois, 2021 (1 sp.)
  - Ichthyostoma Hedrén & Vollesen, 1997 (1 sp.)
  - Samuelssonia Urb. & Ekman, 1929 (1 sp.)
  - Streblacanthus Kuntze, 1891 (3 spp.)
  - Tessmanniacanthus Mildbr., 1926 (1 sp.)

### Specie italiane

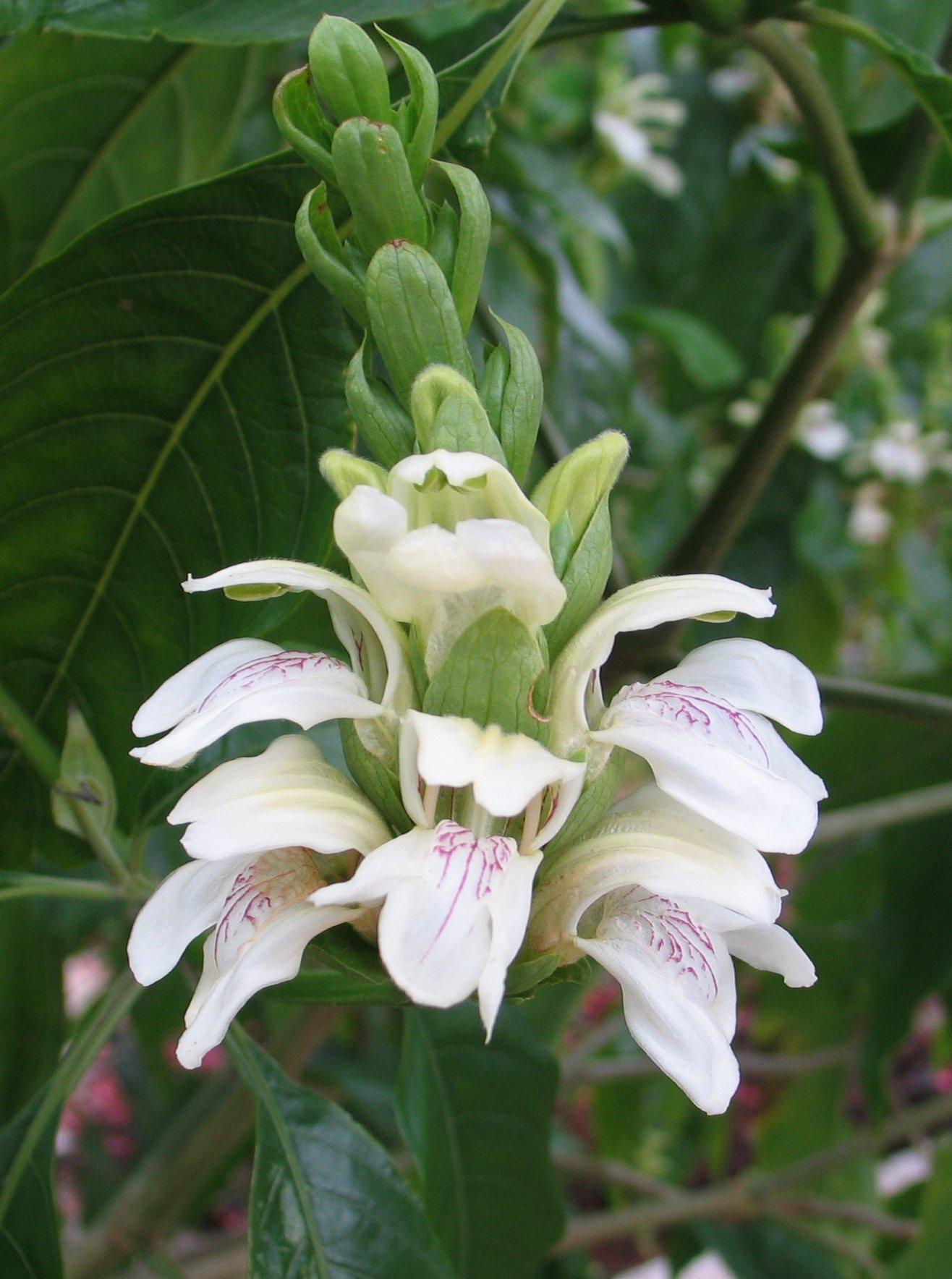
Justicia adhatoda

Nella flora spontanea italiana è presente solamente una specie di questa tribù:
- Justicia adhatoda L. (Carmantina arborea): è una pianta originaria dell'Asia tropicale coltivata per ornamento e naturalizzata in Sicilia.

### Alcune specie
Sottotribù Isoglossinae

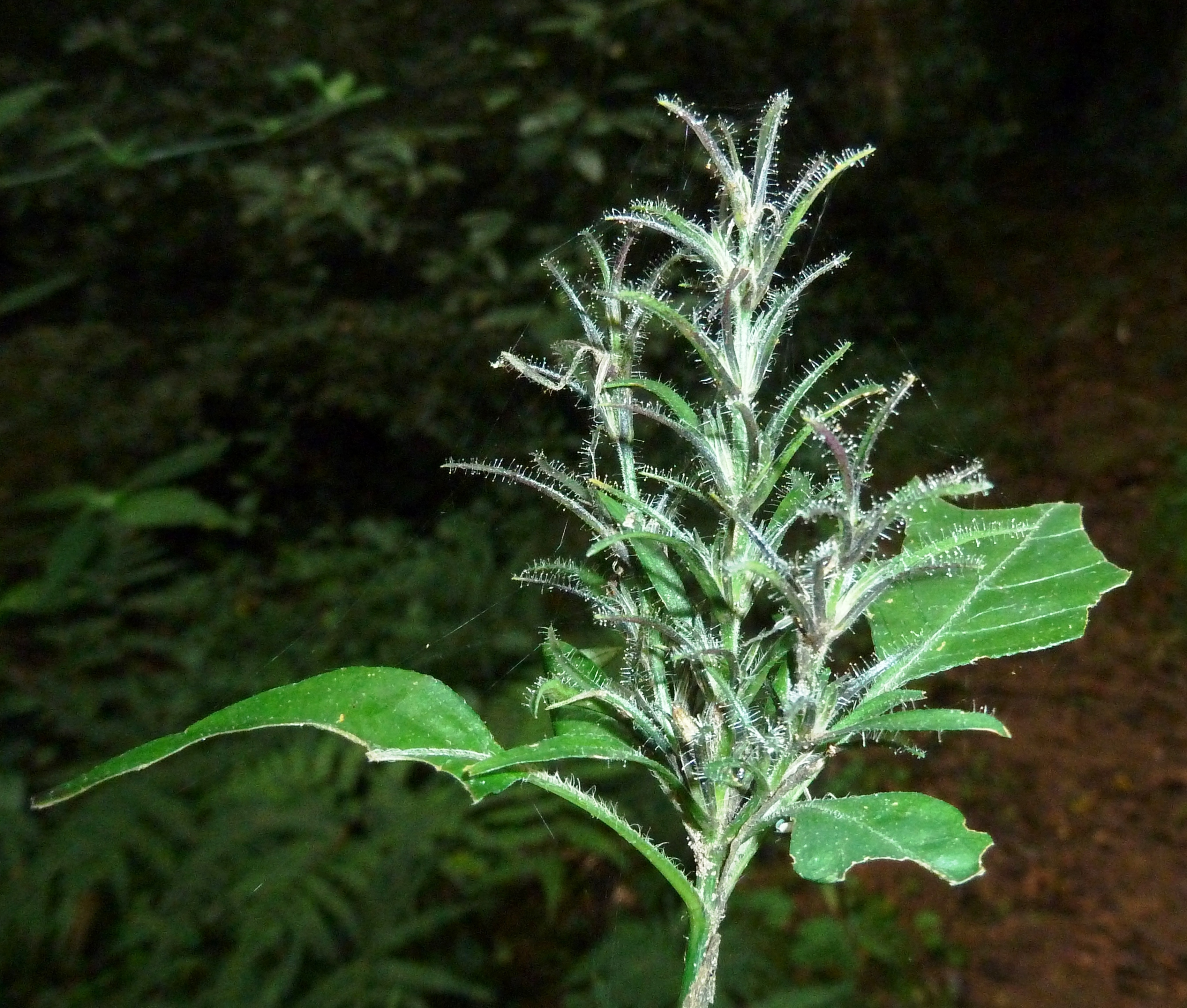
Isoglossa cooperi
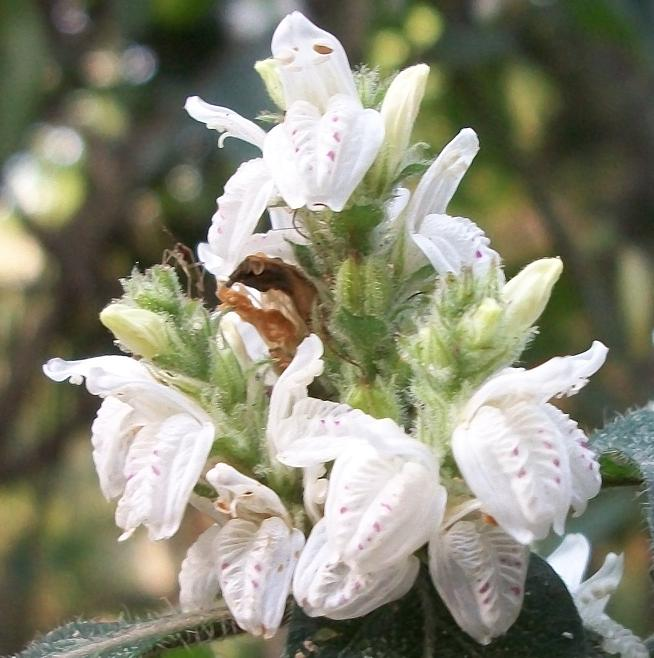
Isoglossa woodii
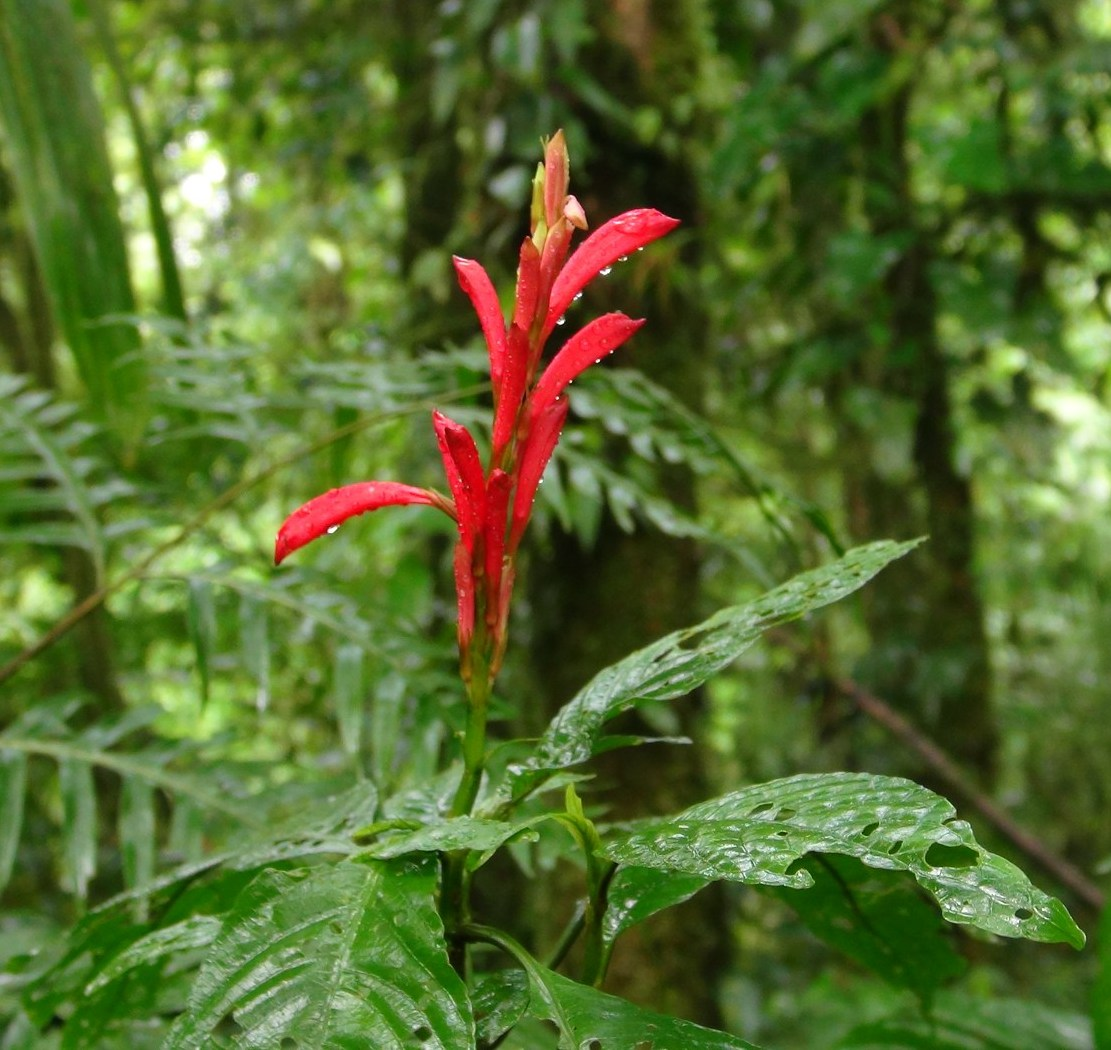
Stenostephanus leiorhachis

Sottotribù Graptophyllinae

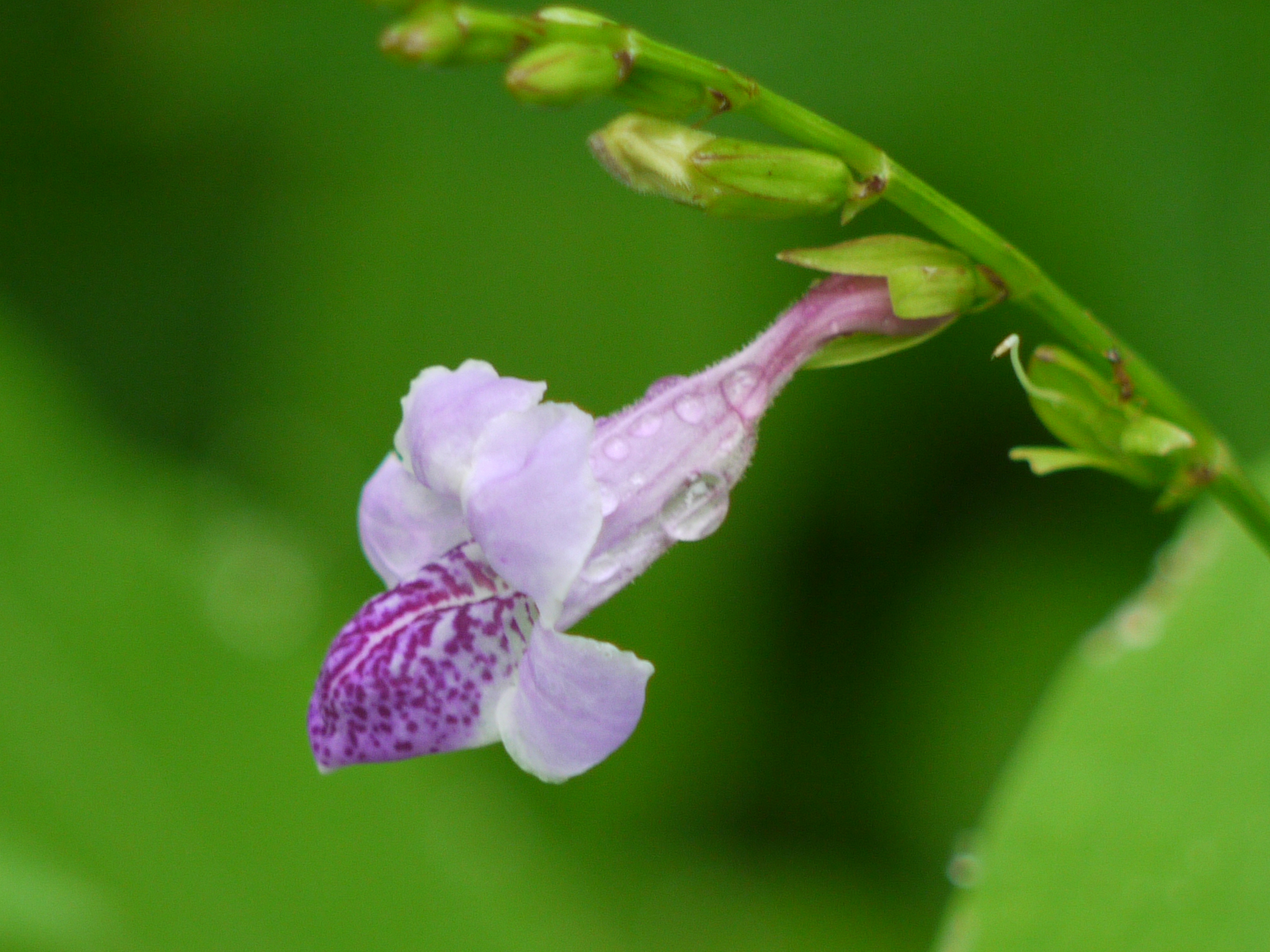
Asystasia dalzelliana
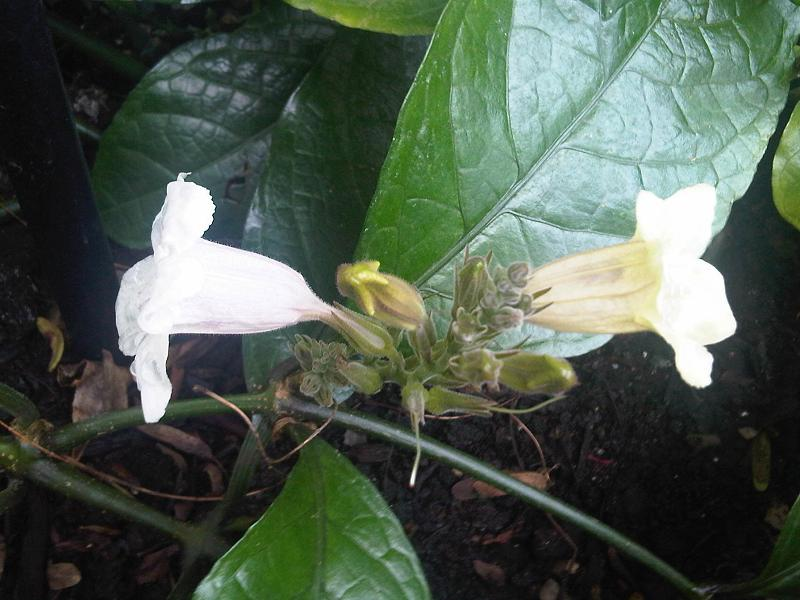
Asystasia scandens
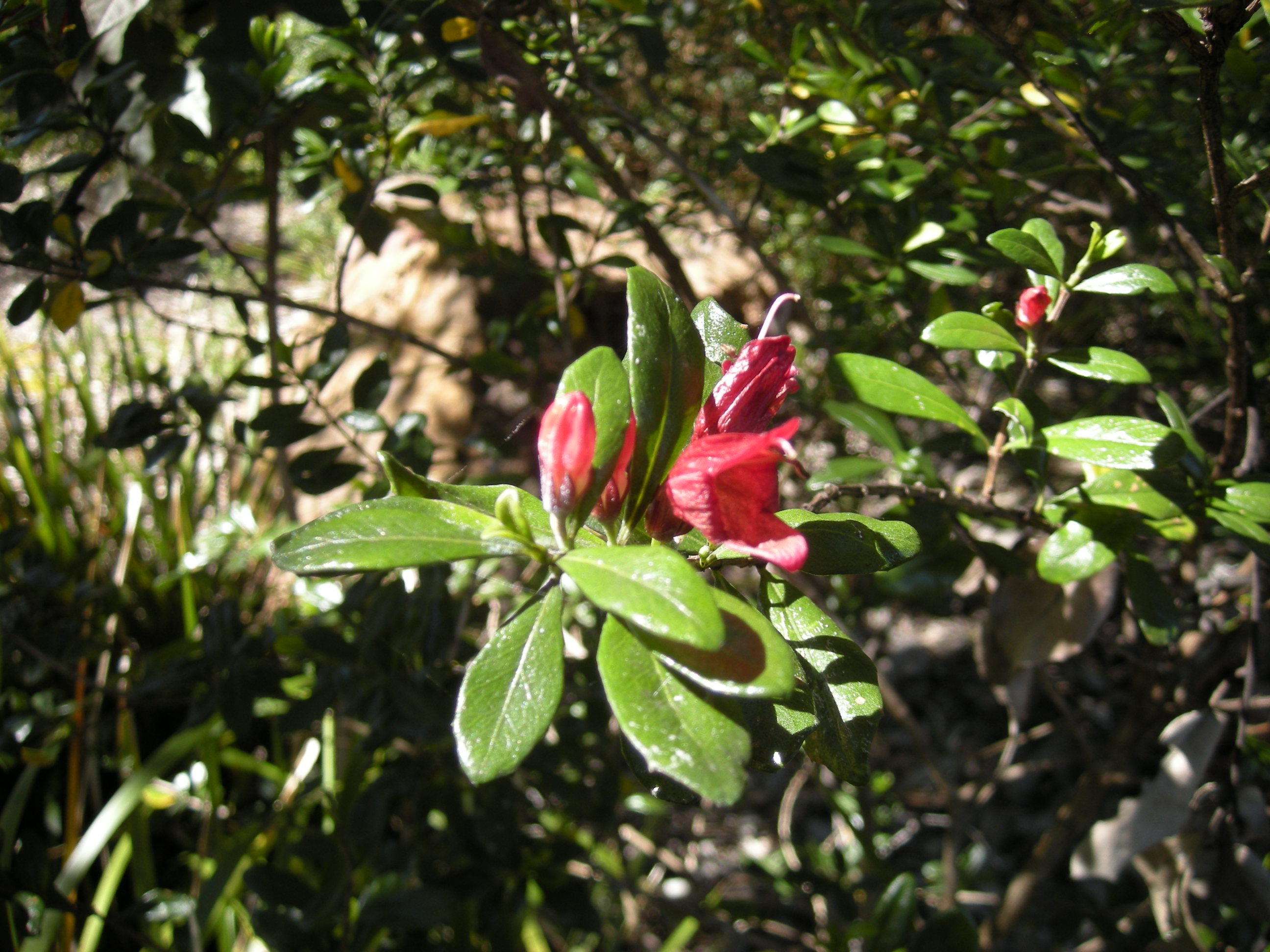
Graptophyllum excelsum
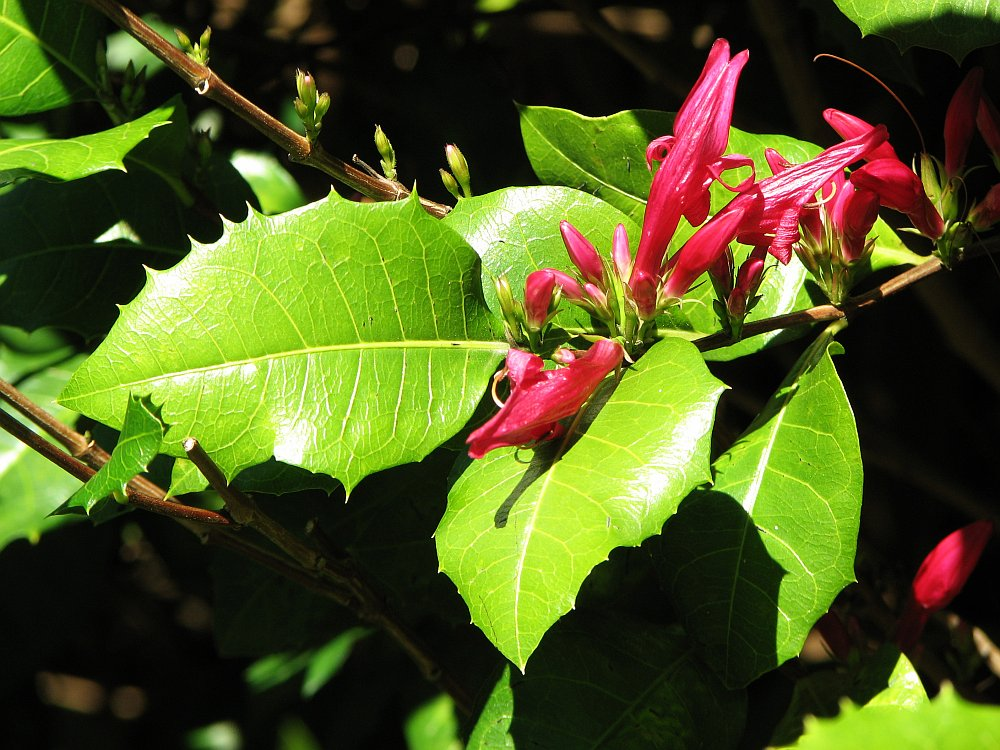
Graptophyllum ilicifolium
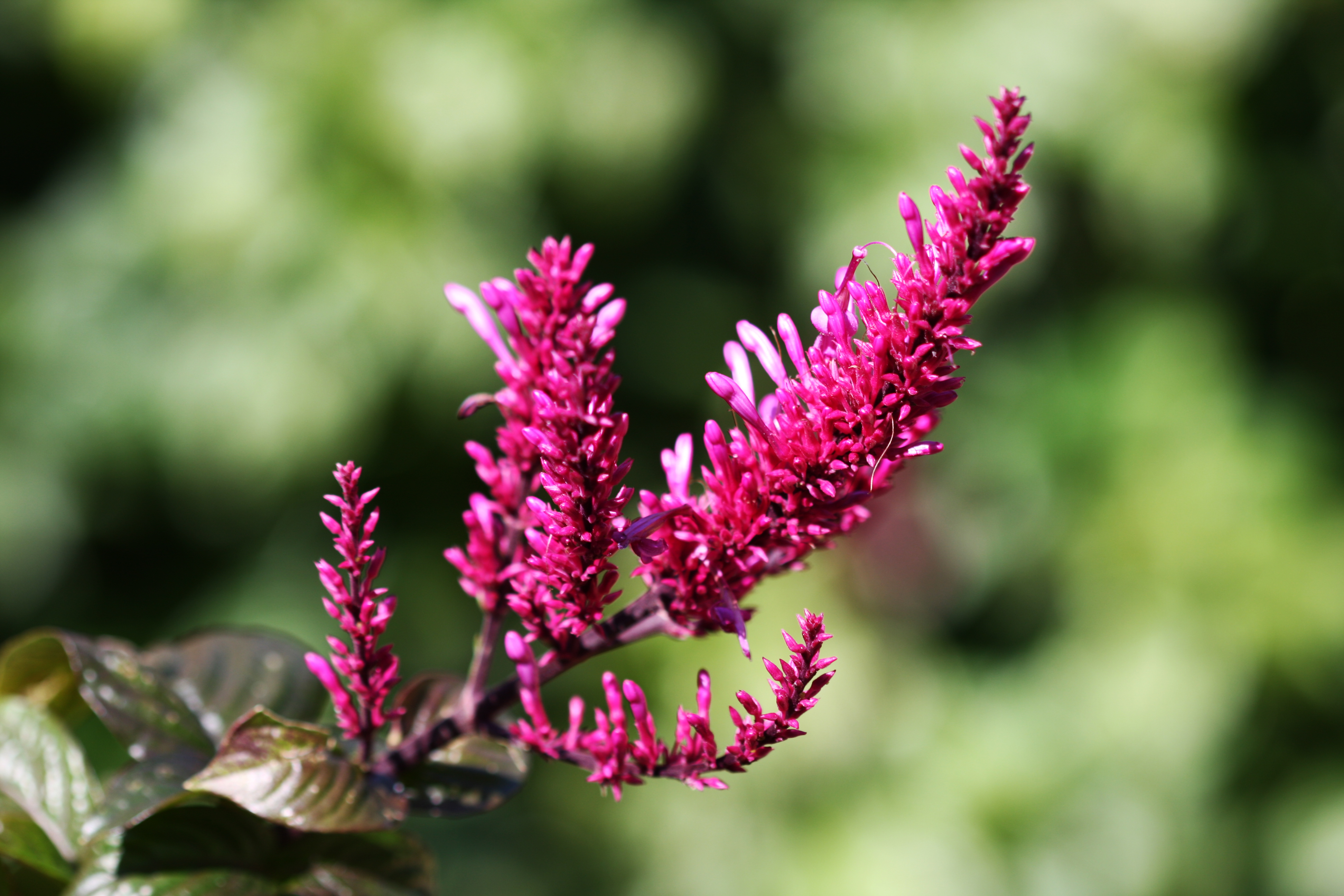
Odontonema callistachyum
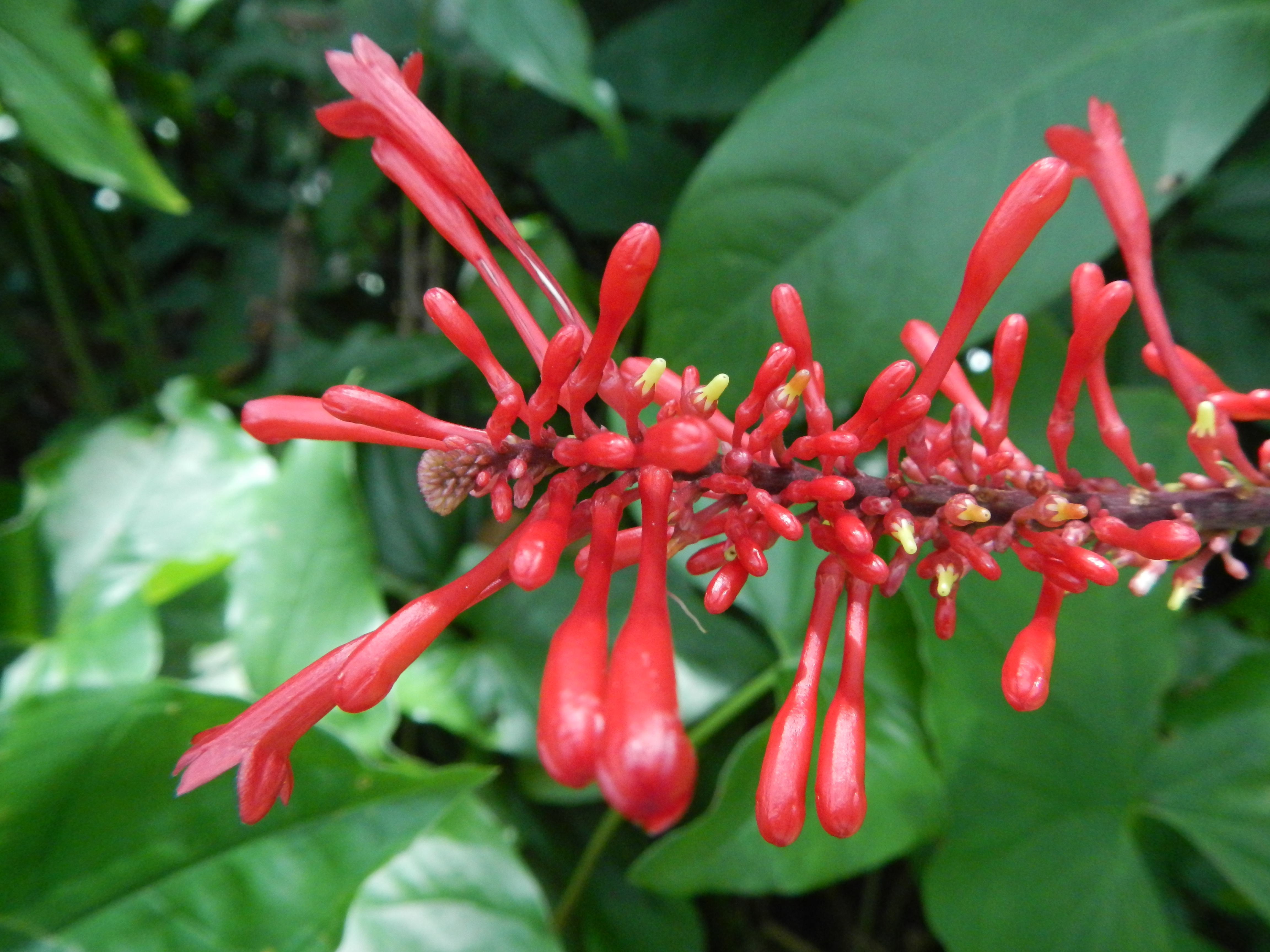
Odontonema tubaeforme
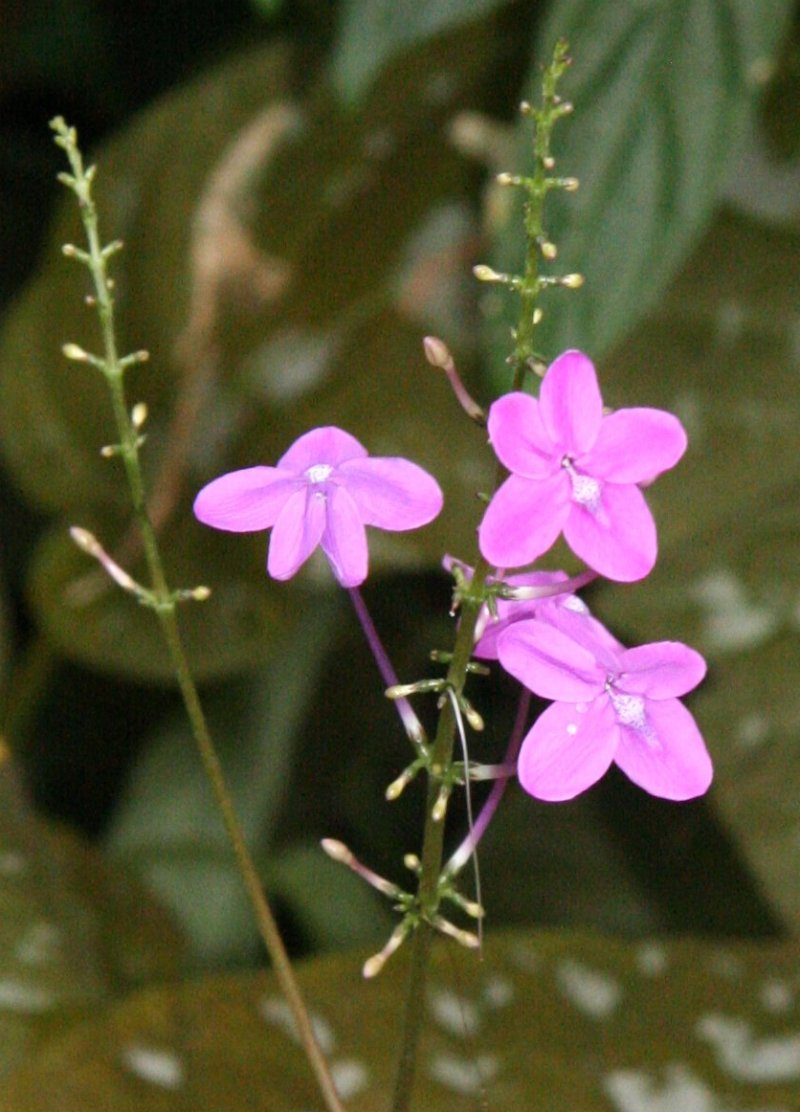
Pseuderanthemum alatum
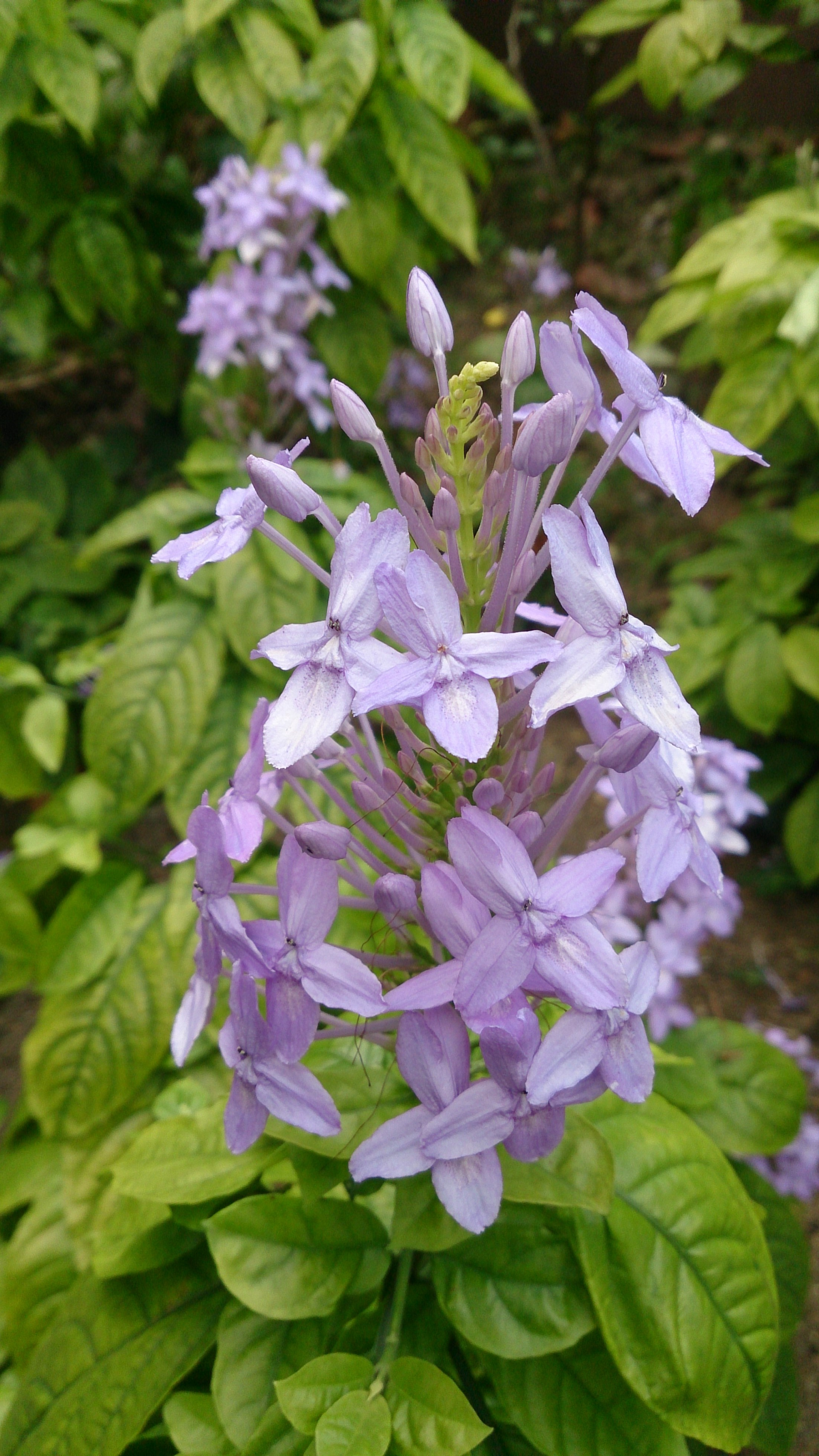
Pseuderanthemum andersonii
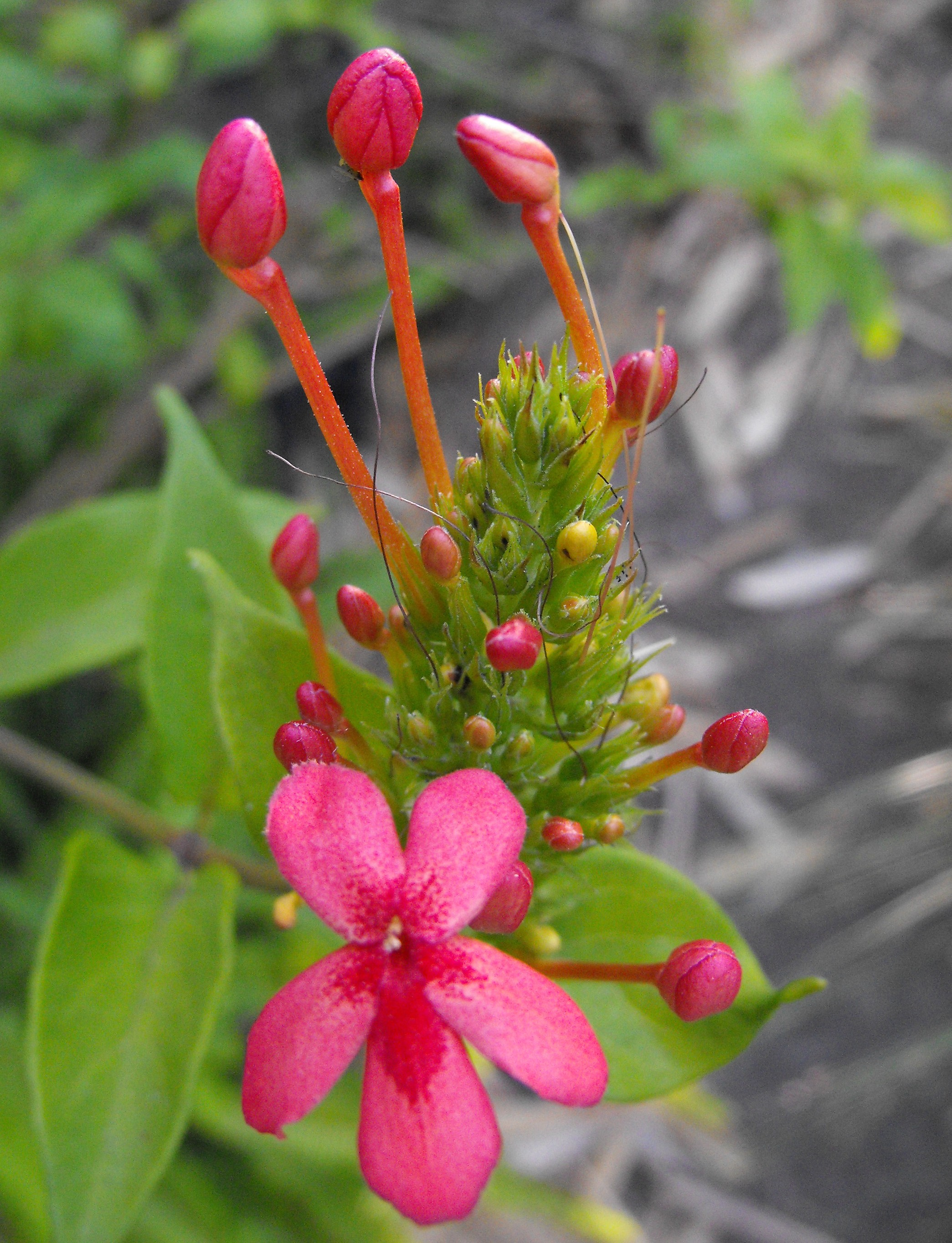
Ruspolia hypocrateriformis
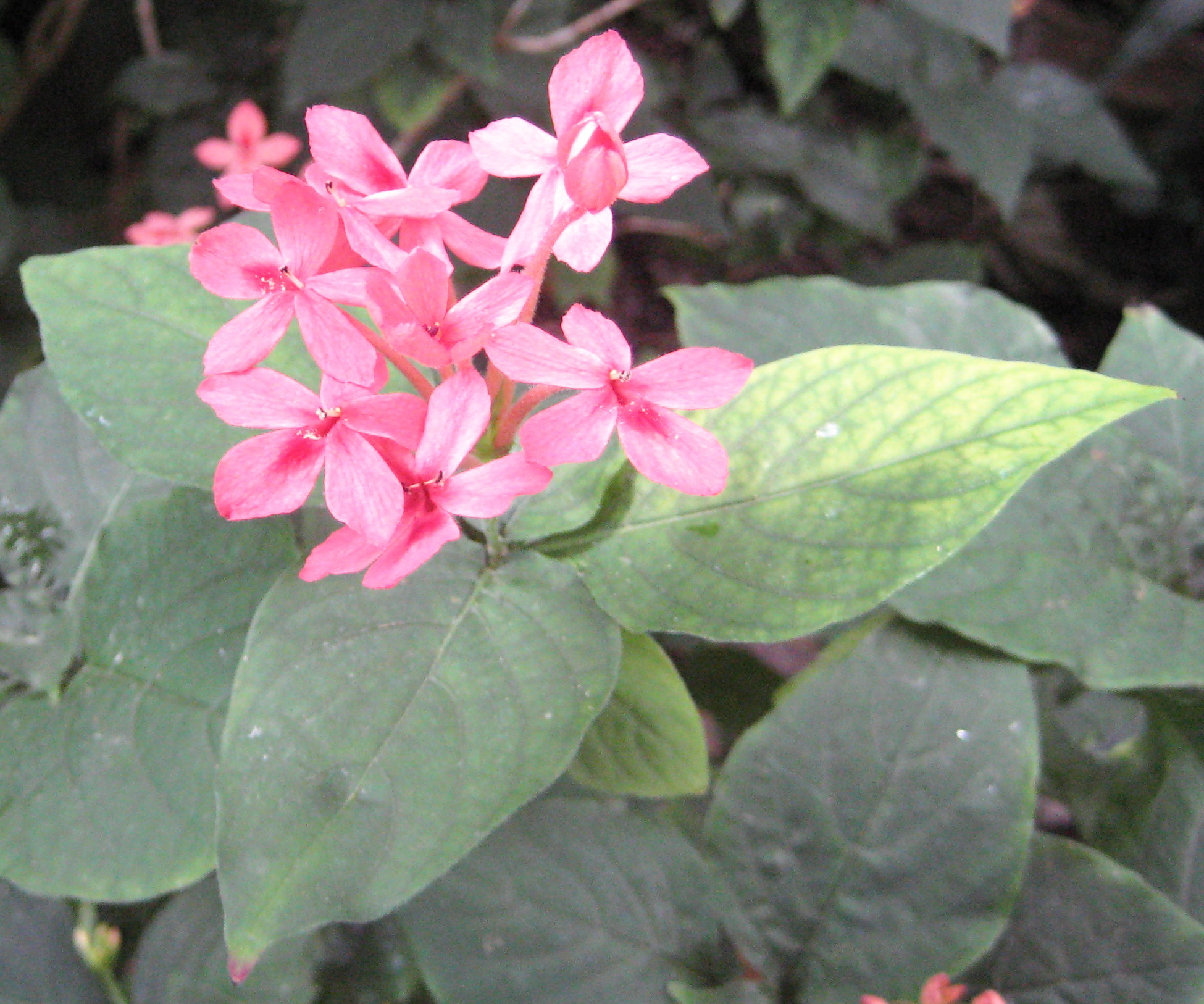
Ruspolia seticalyx

Sottotribù Justiciinae

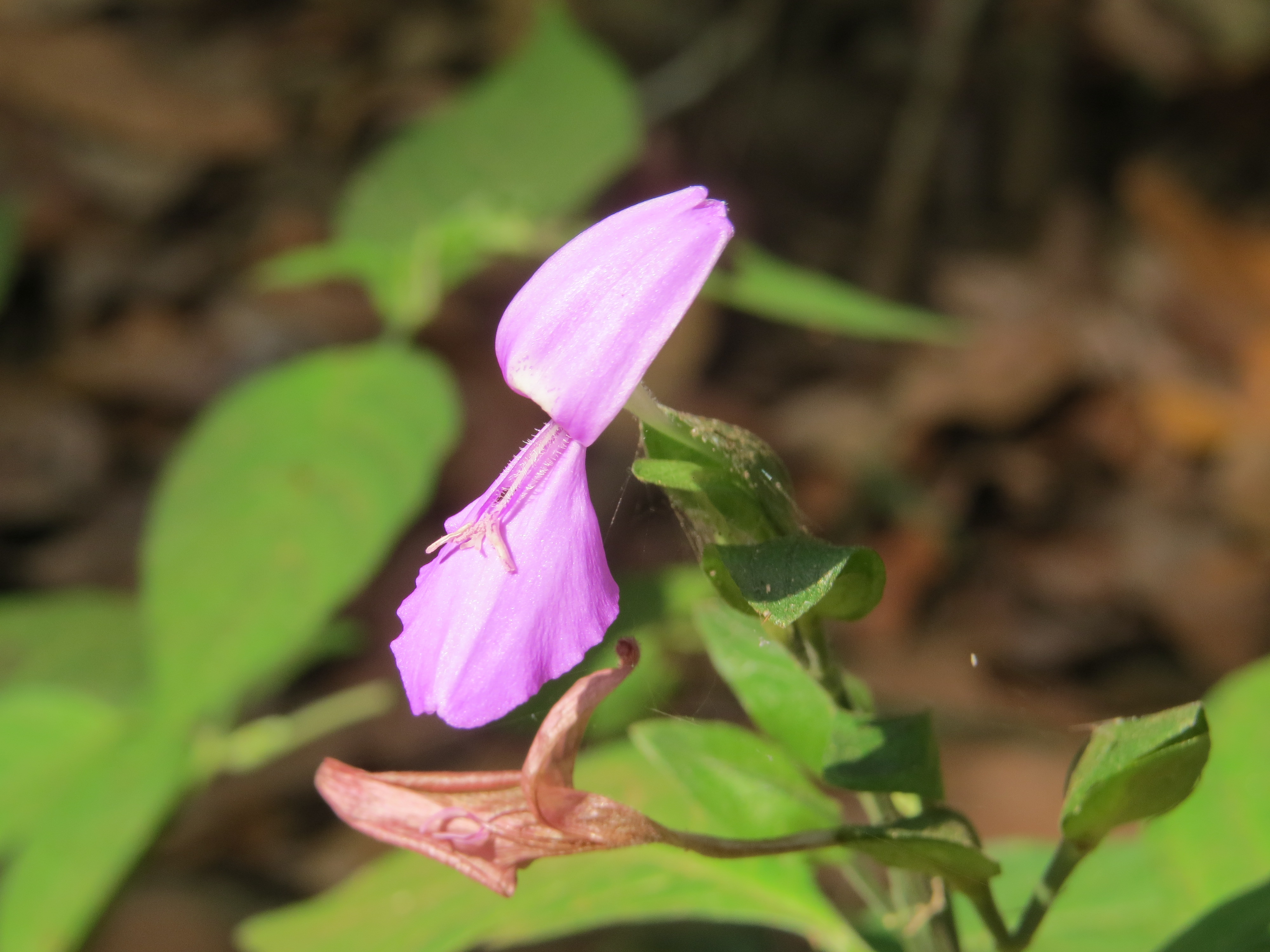
Dicliptera foetida
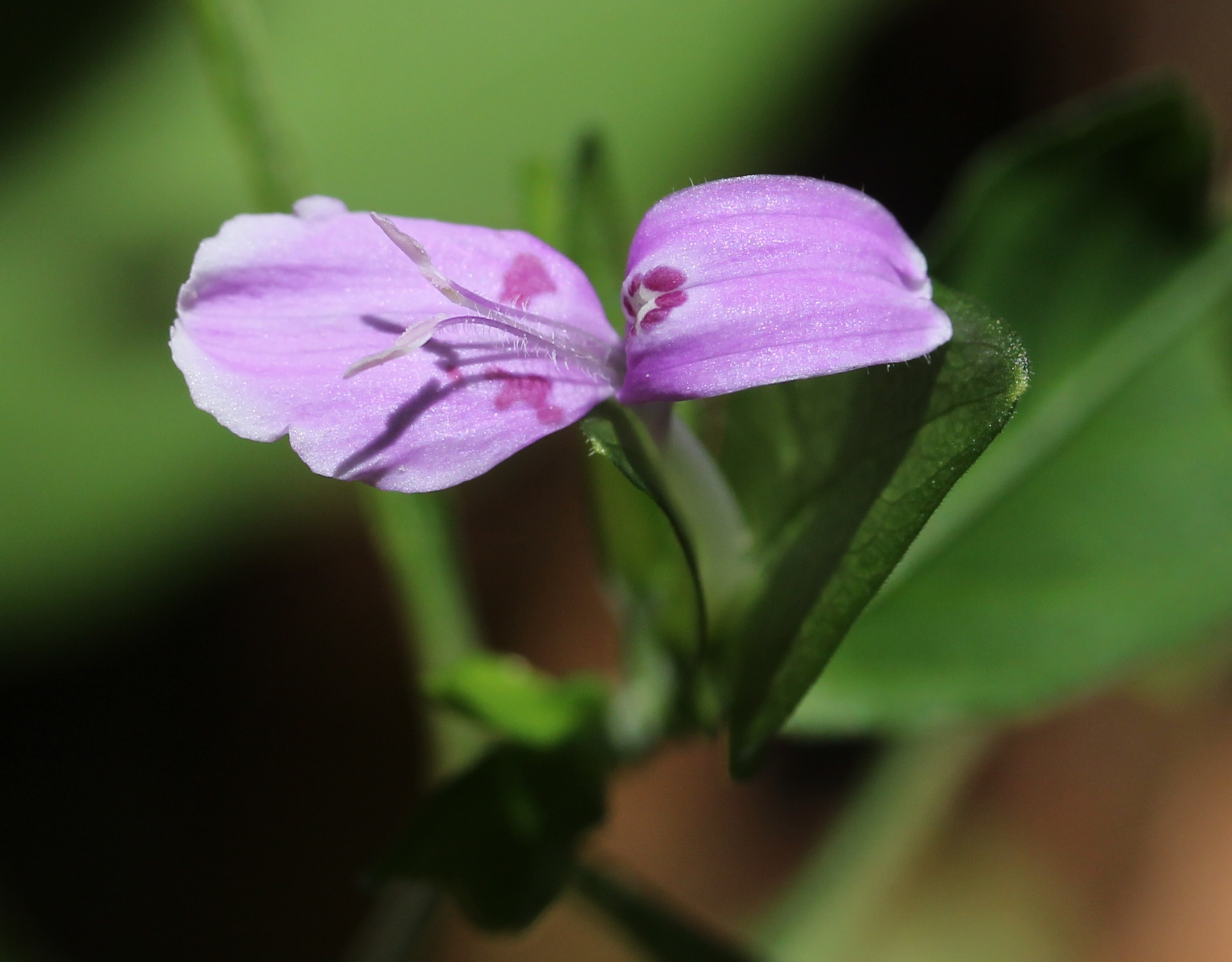
Dicliptera japonica
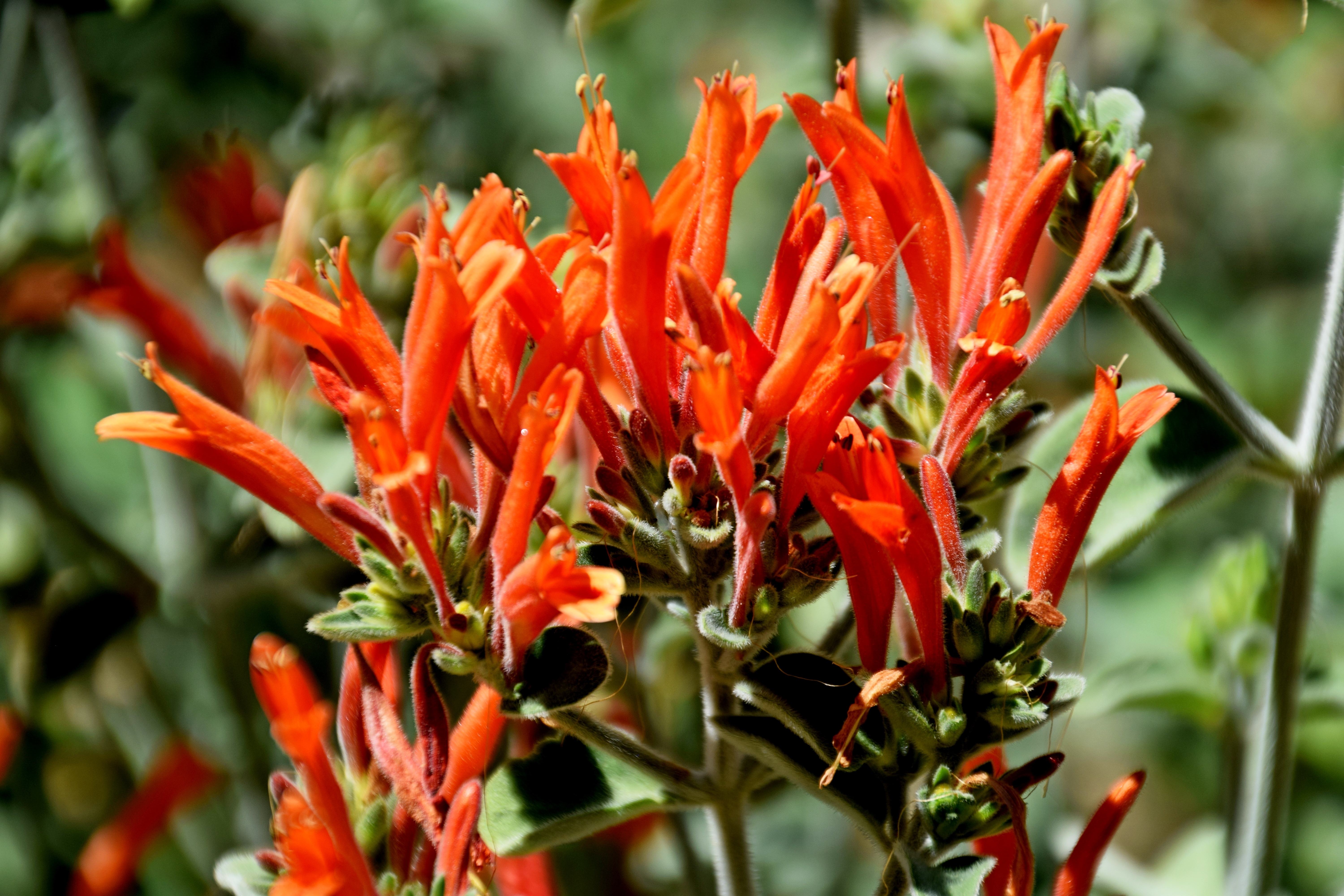
Dicliptera squarrosa
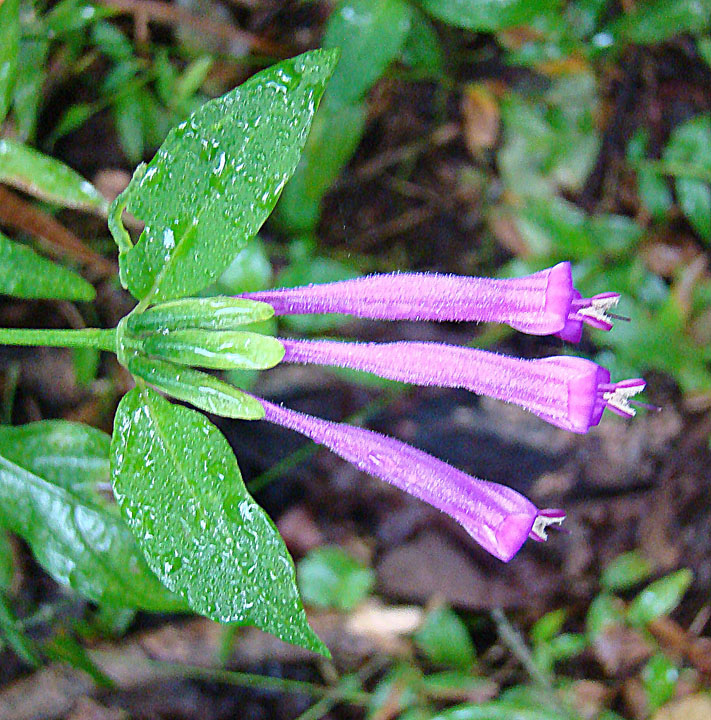
Dicliptera trifurca
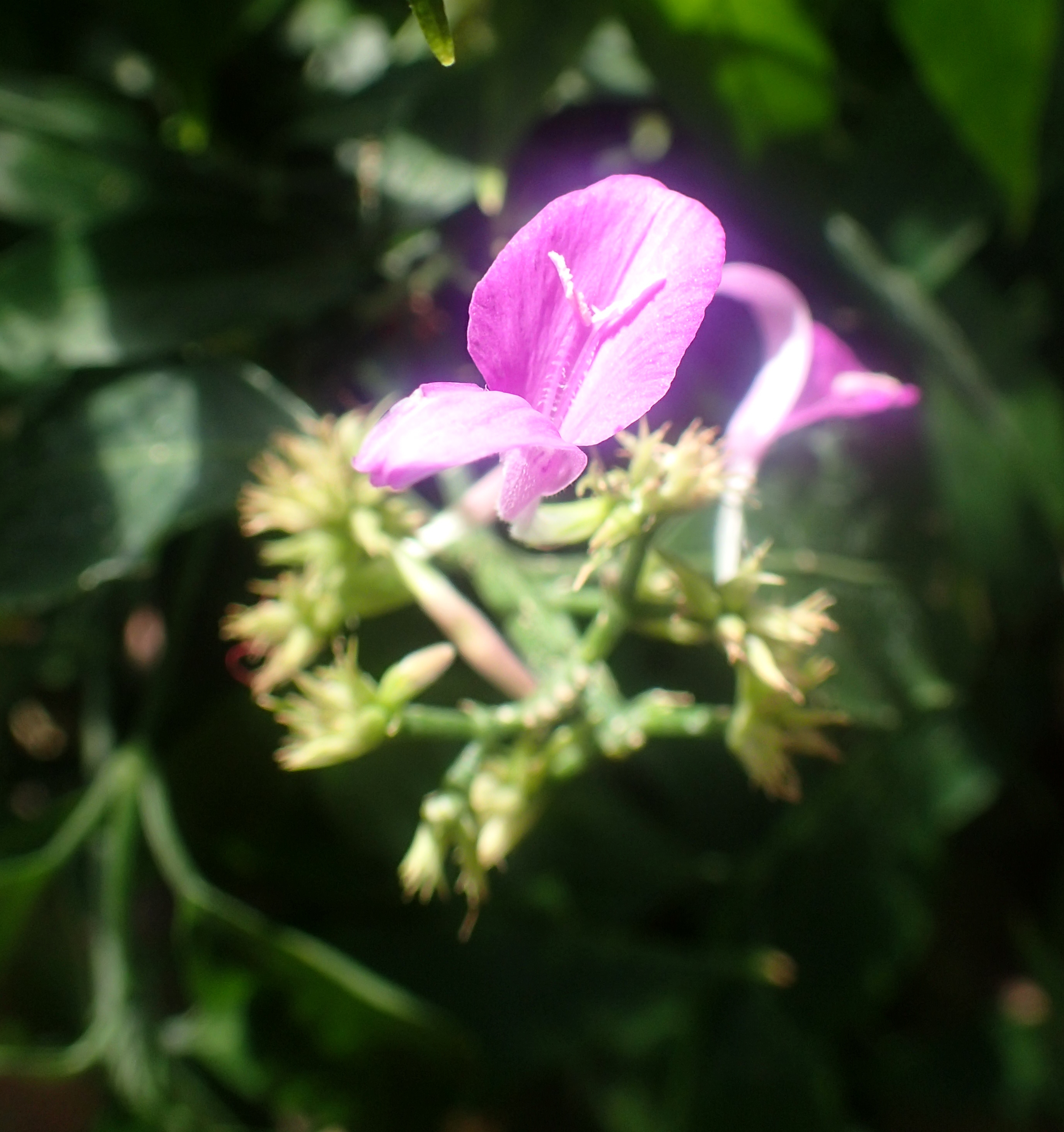
Dicliptera undulata
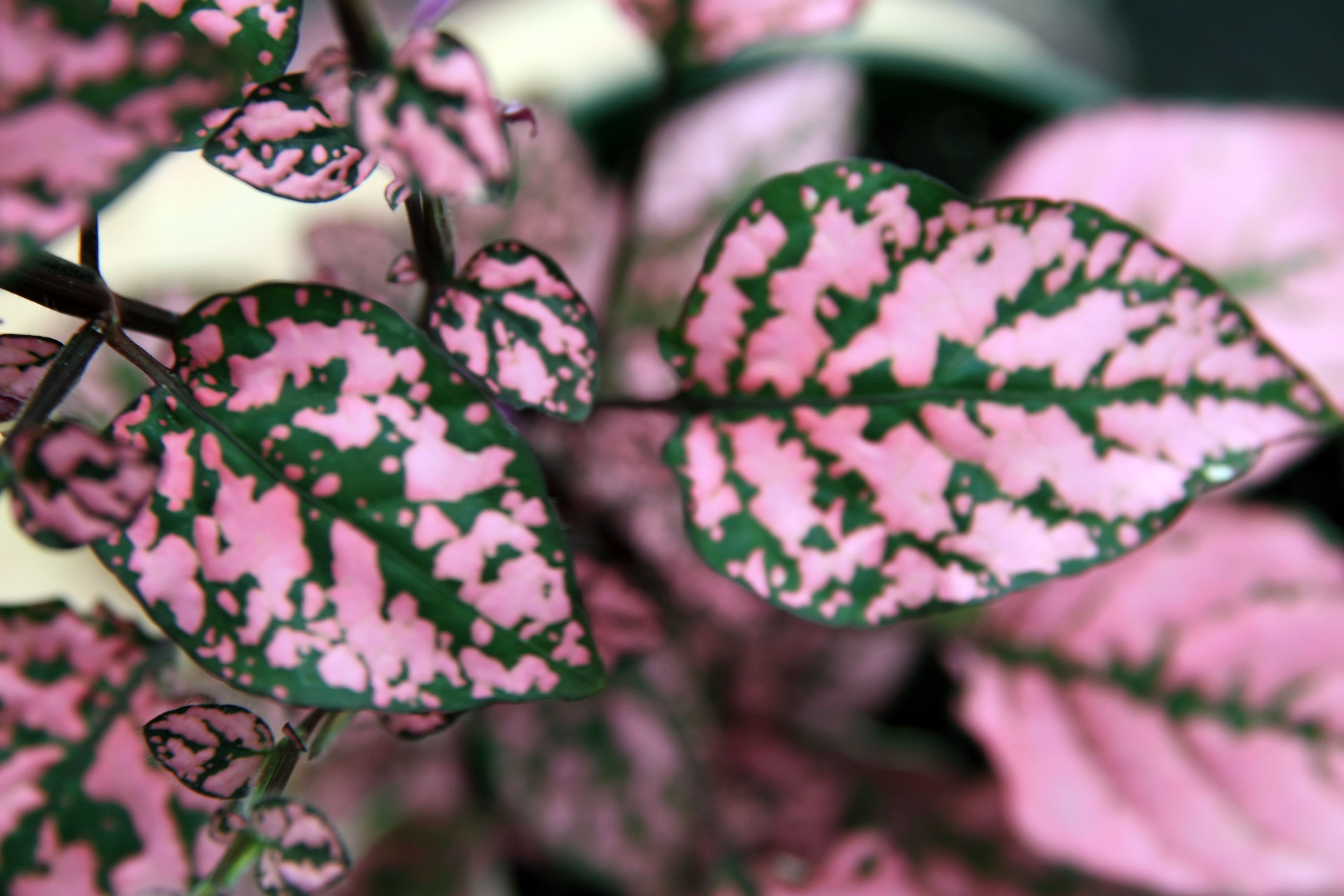
Hypoestes phyllostachys
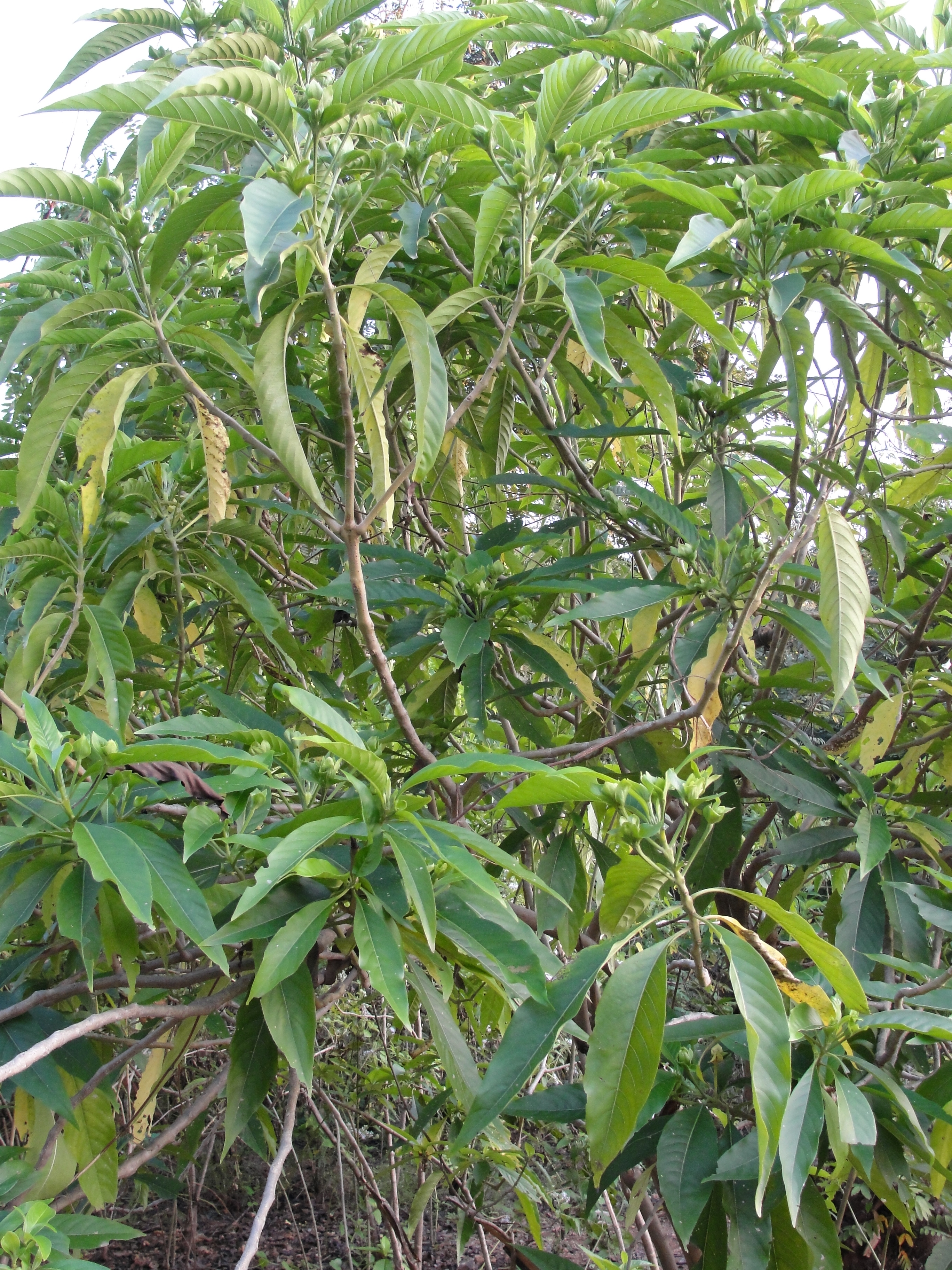
Justicia adhatoda
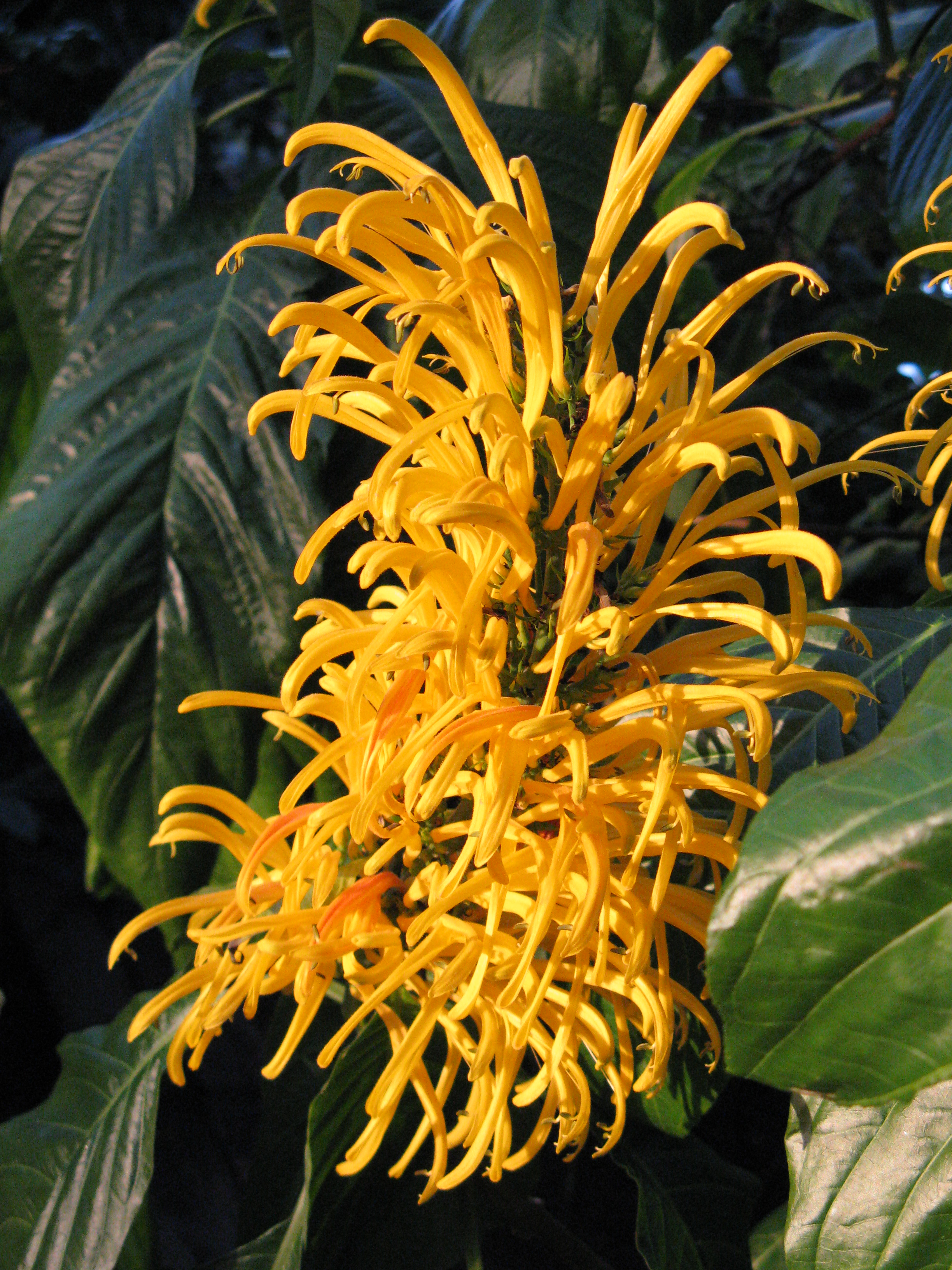
Justicia aurea
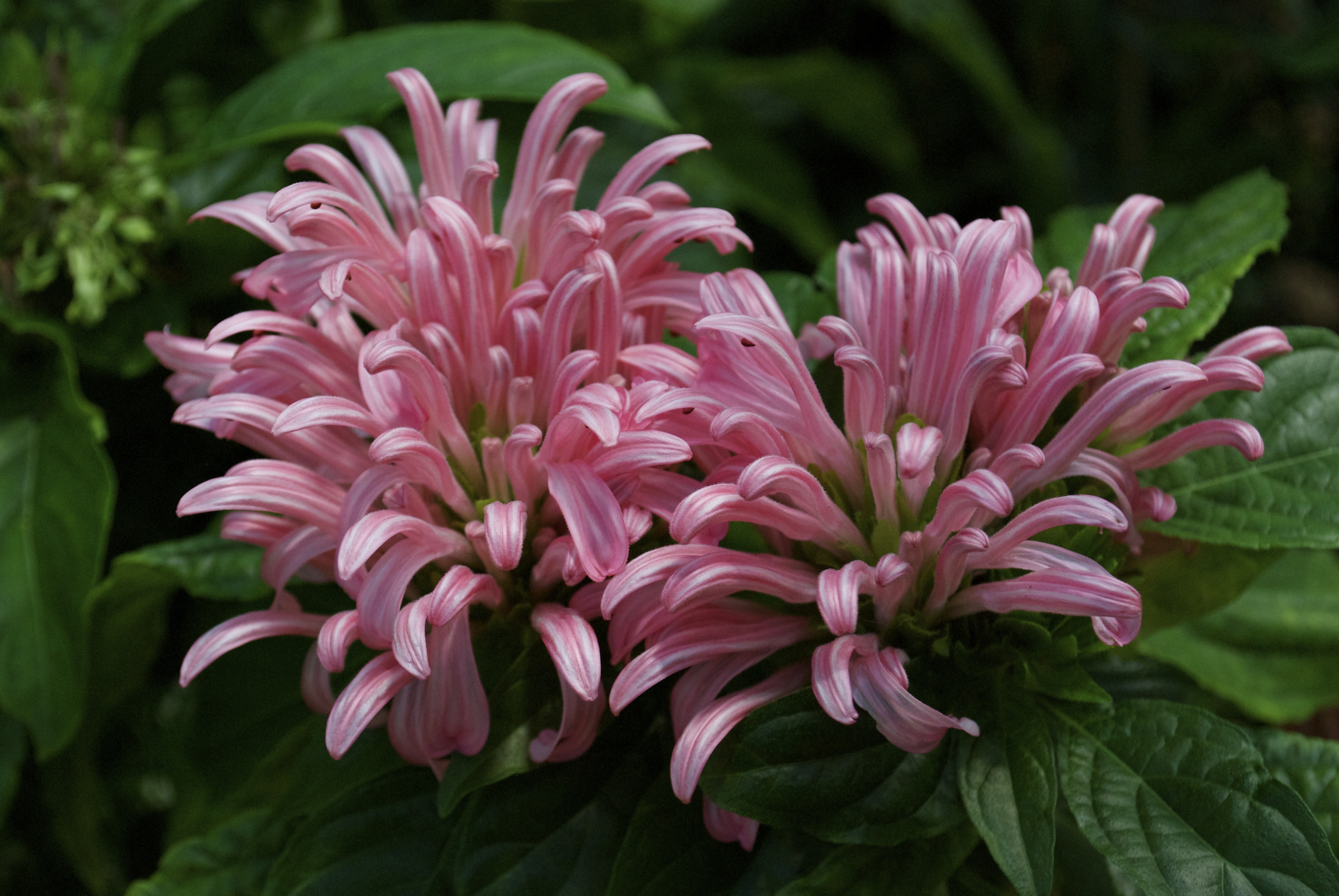
Justicia carnea
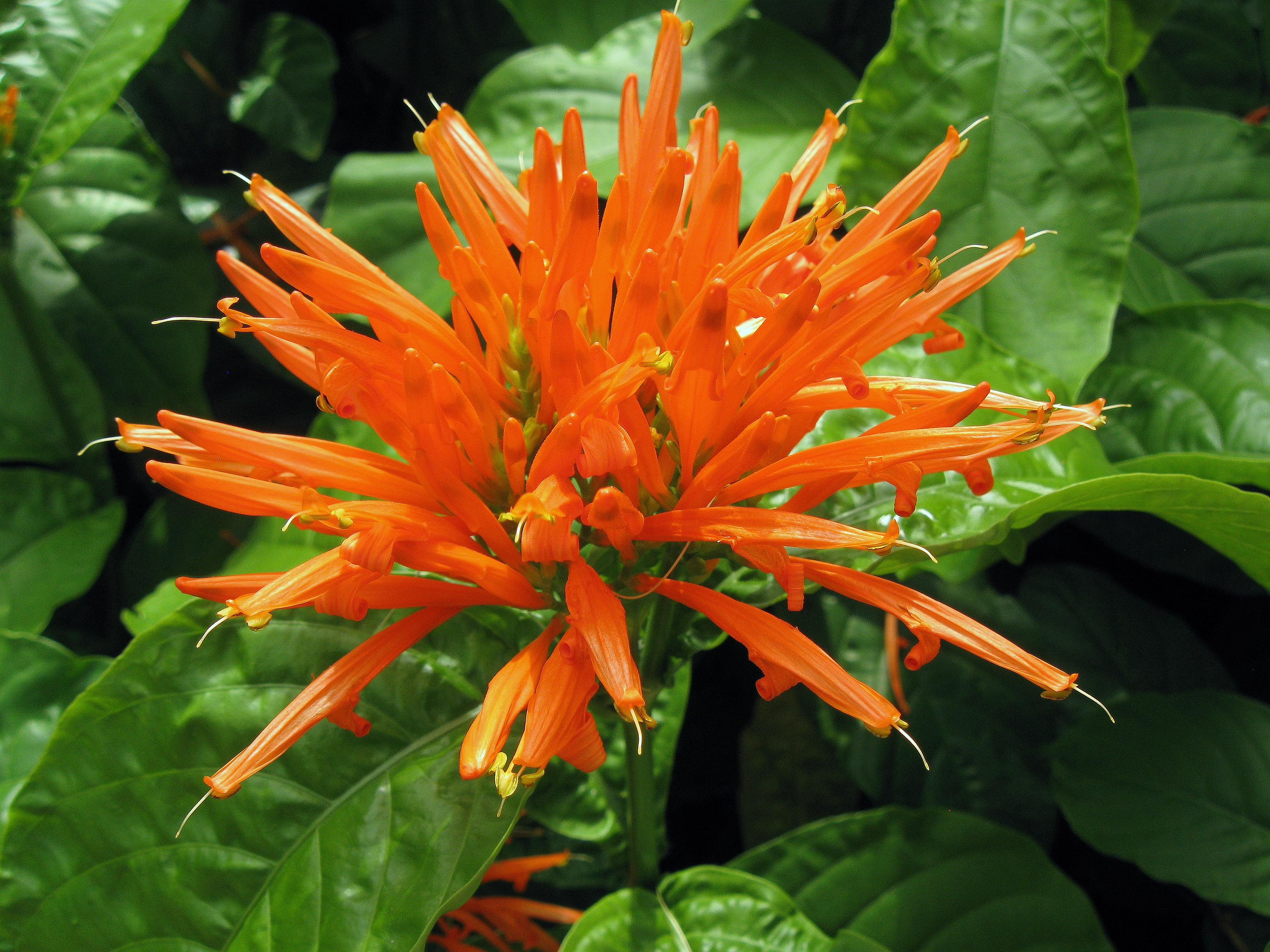
Justicia spicigera
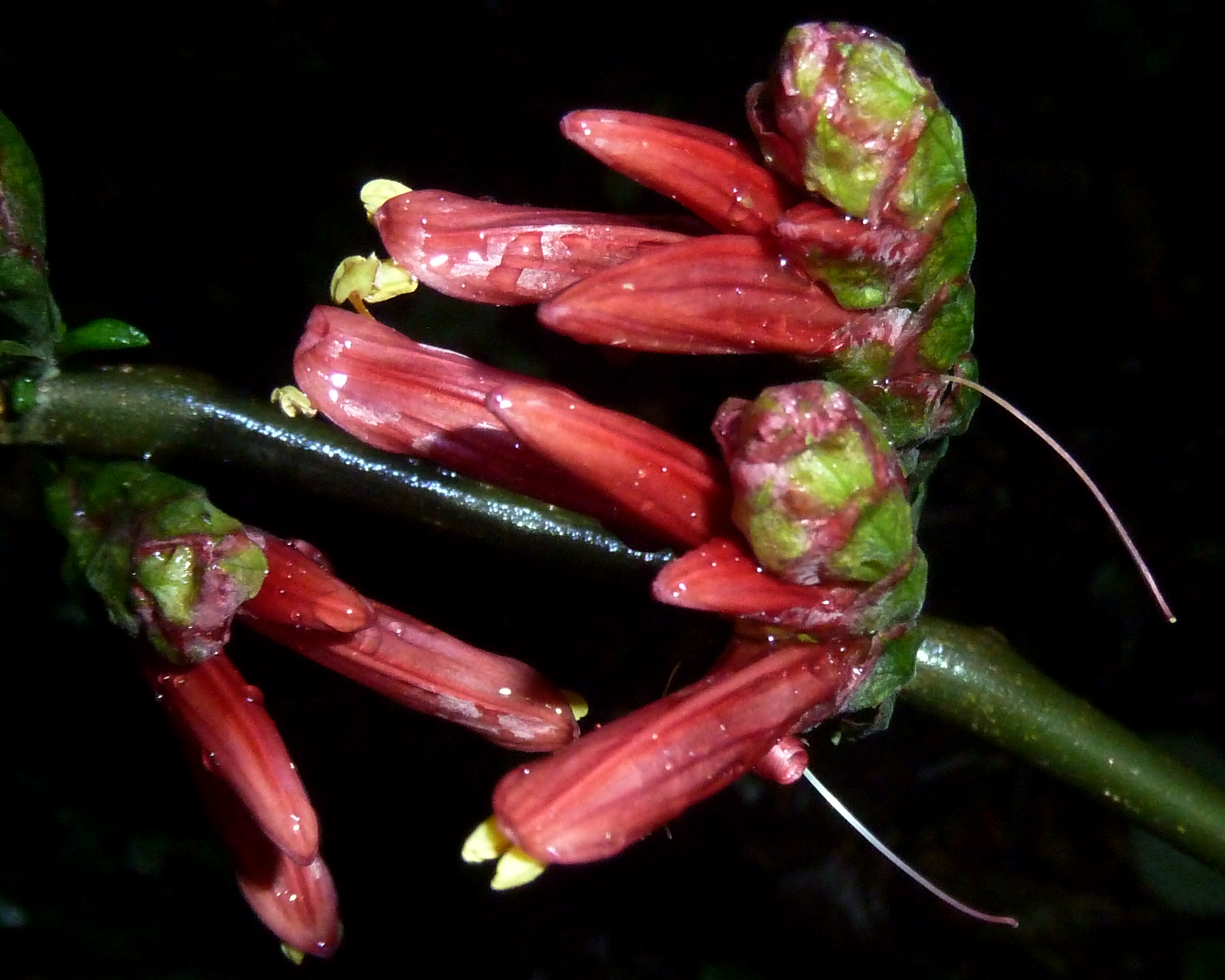
Metarungia pubinervia
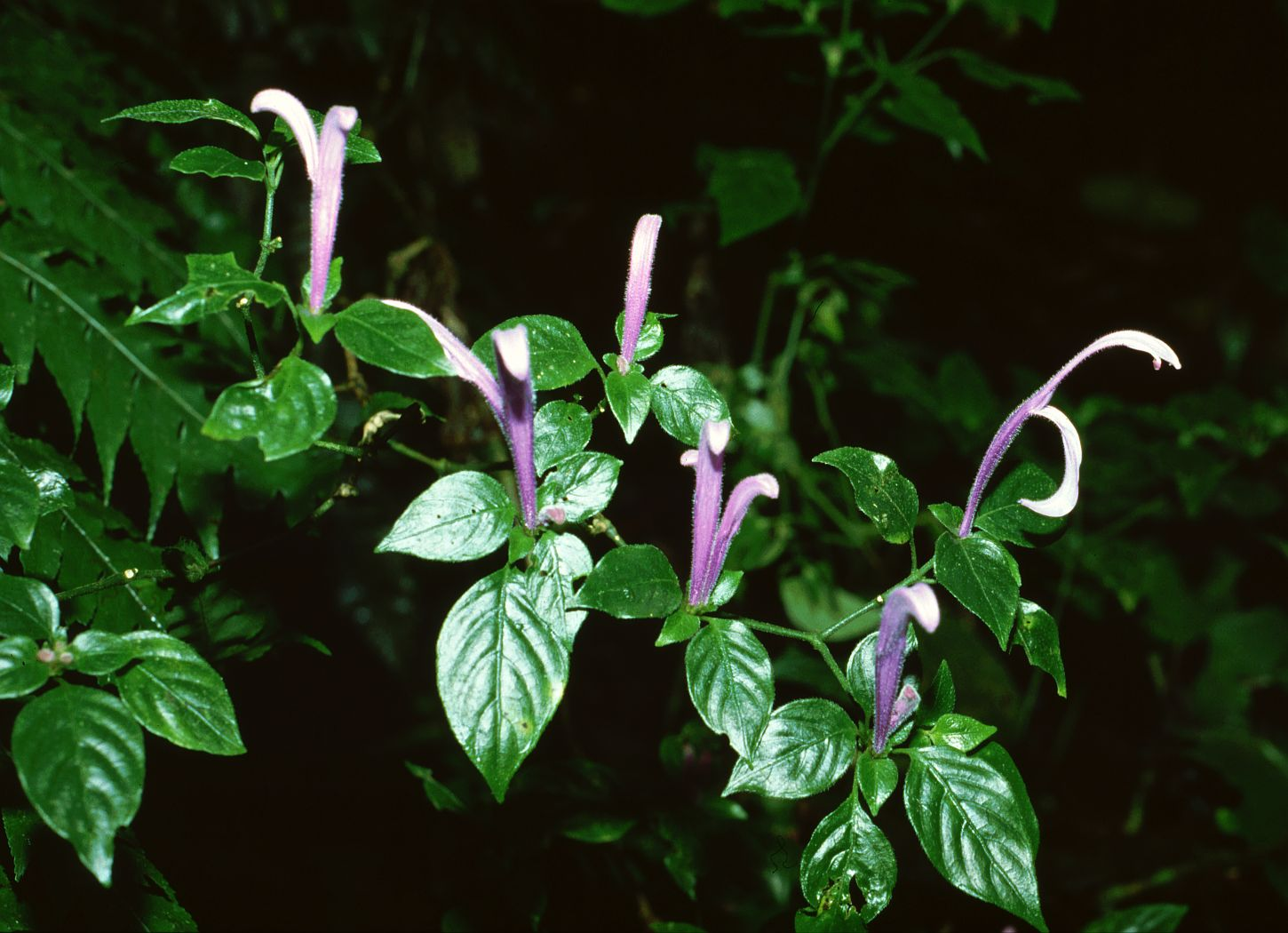
Poikilacanthus macranthus
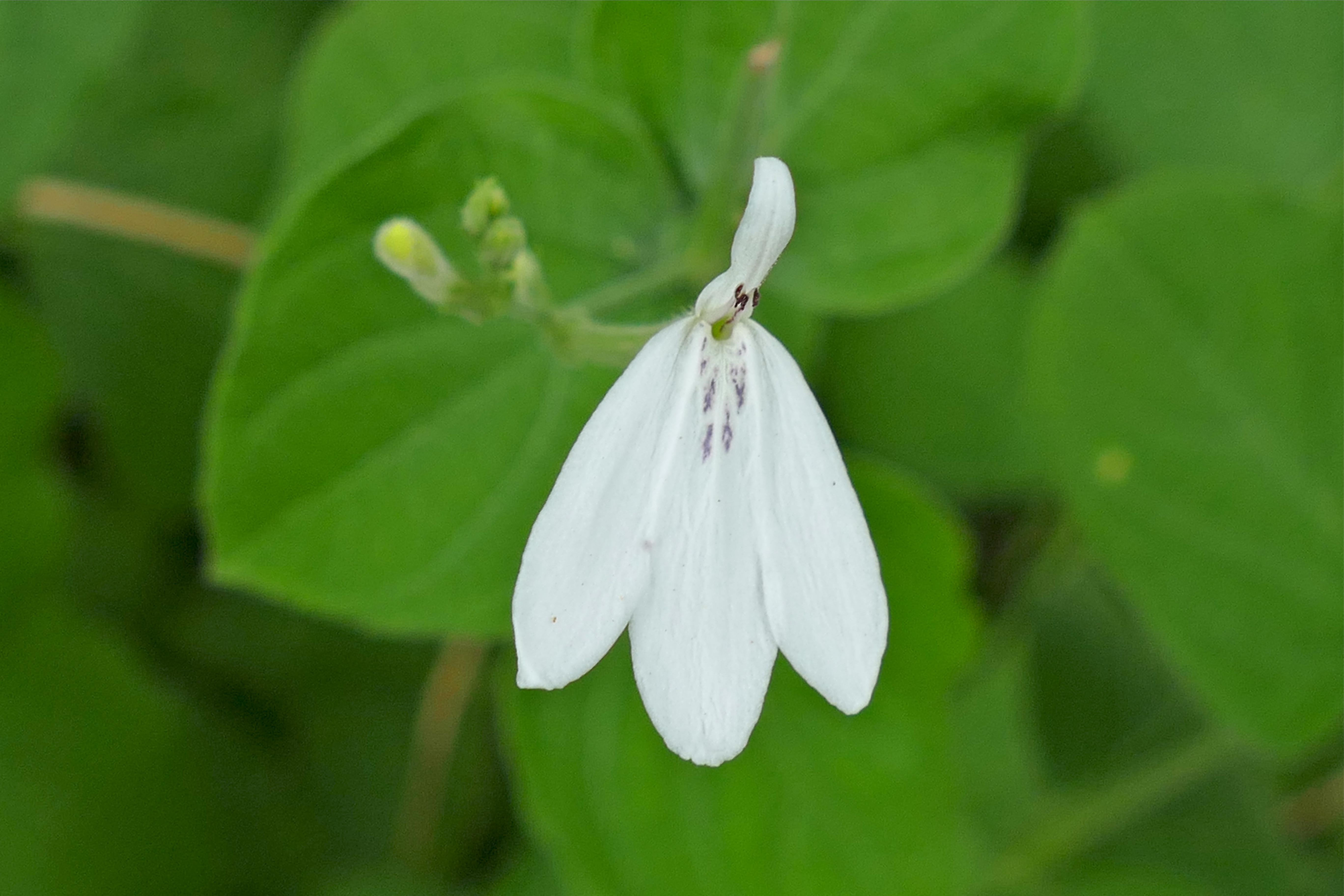
Rhinacanthus gracilis
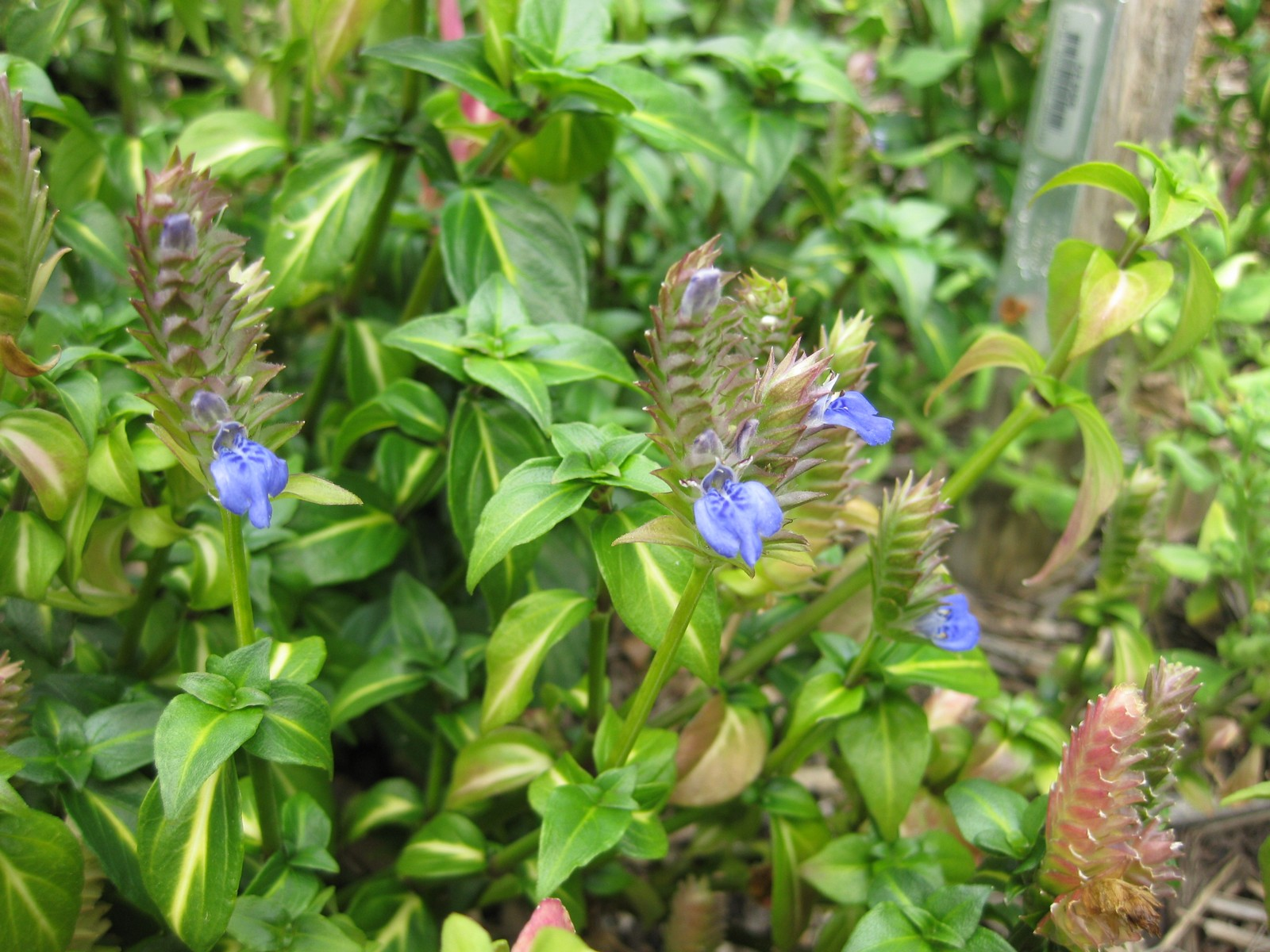
Rungia klossii
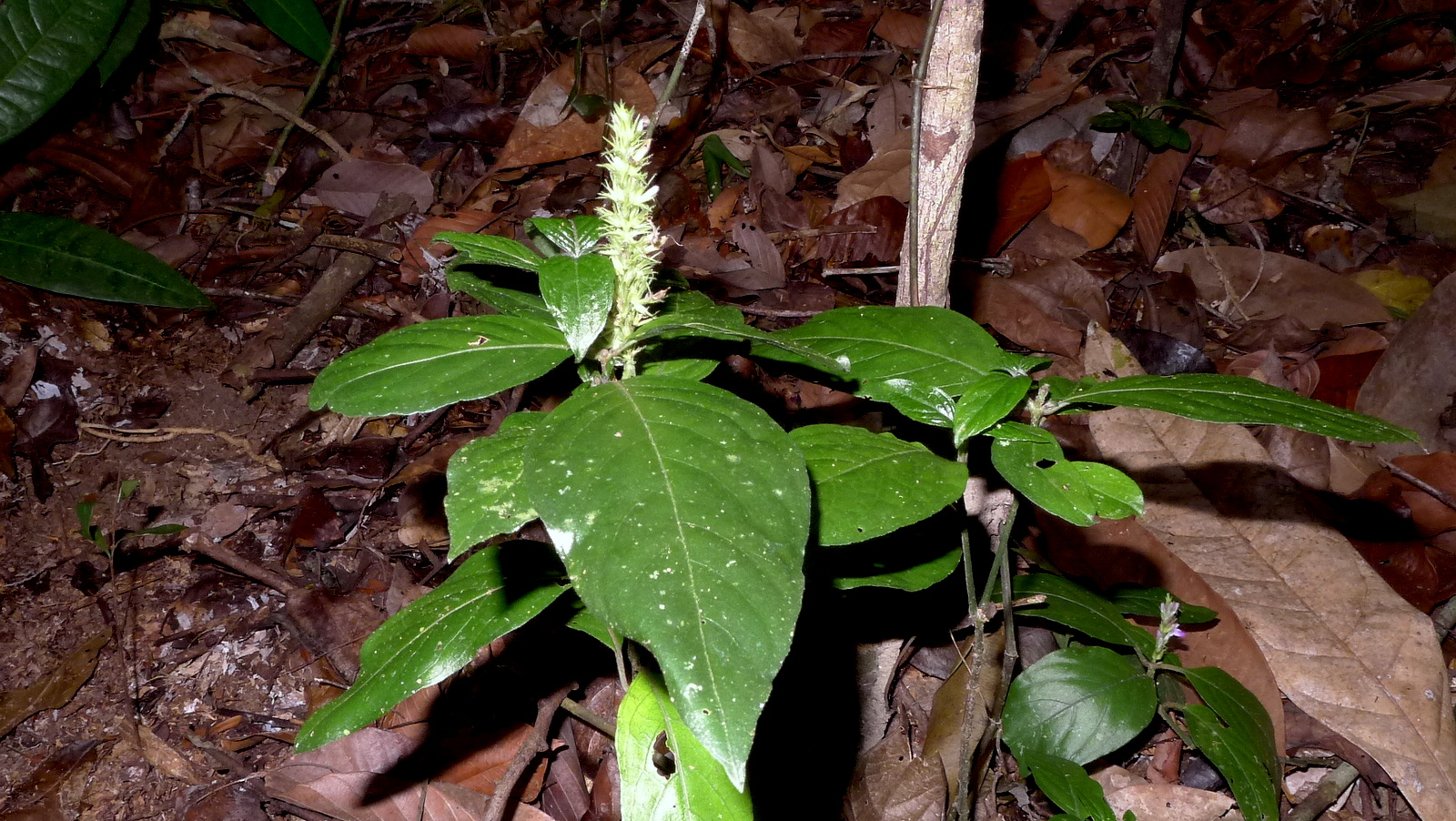
Sebastiano-schaueria hirsuta

Sottotribù Tetrameriinae

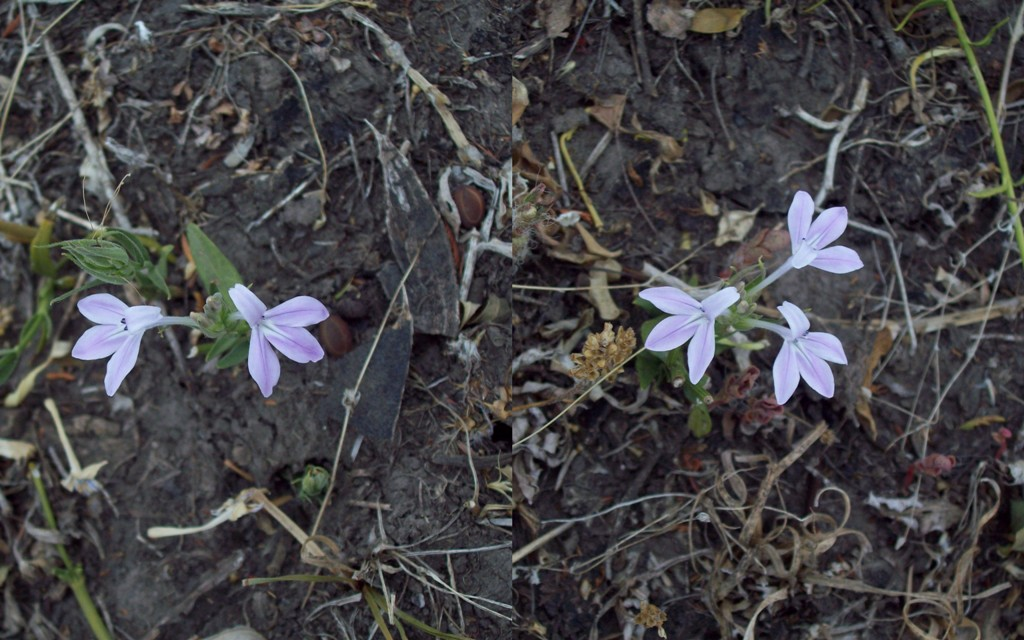
Carlowrightia sulcata
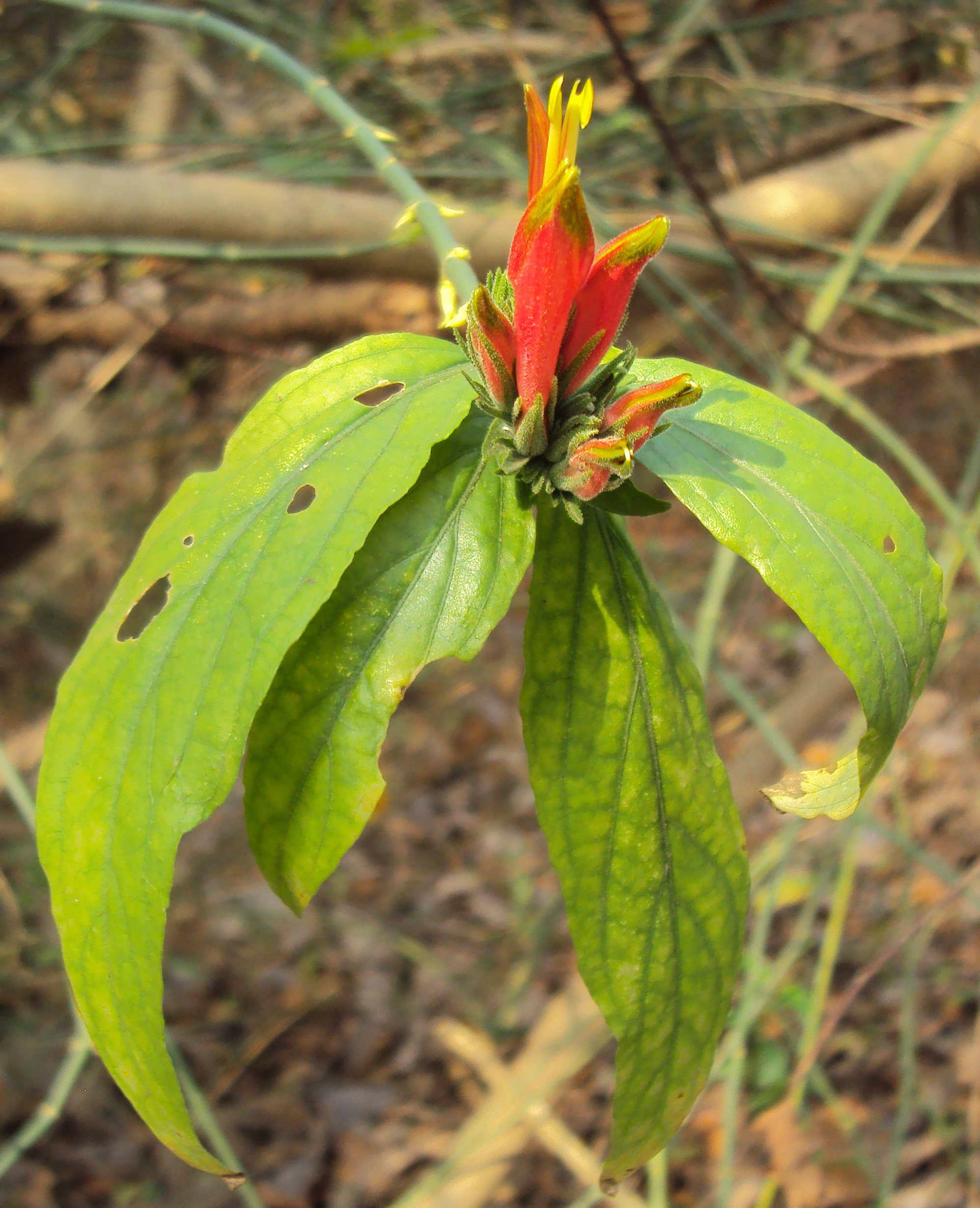
Clinacanthus siamensis
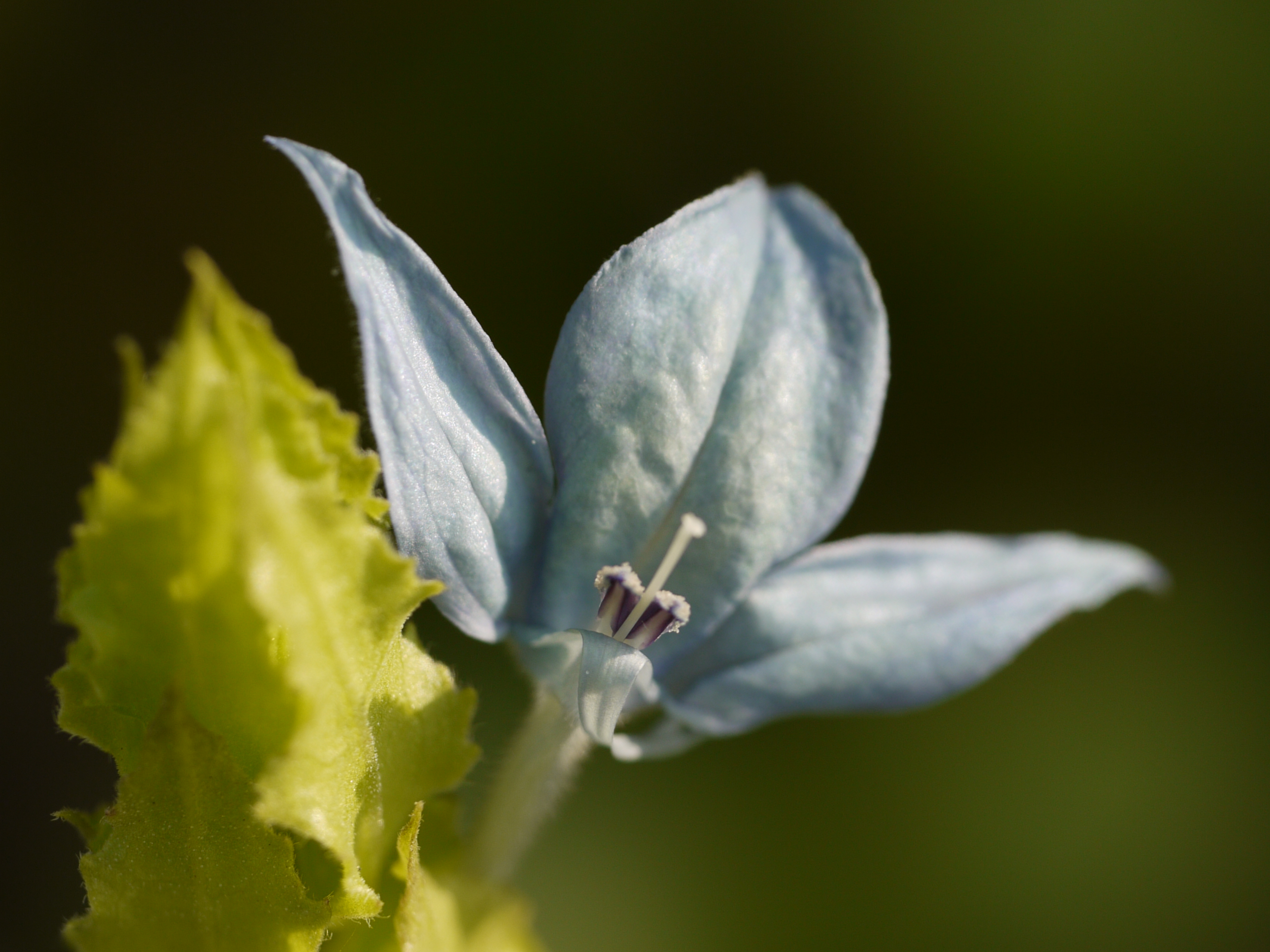
Ecbolium linneanum
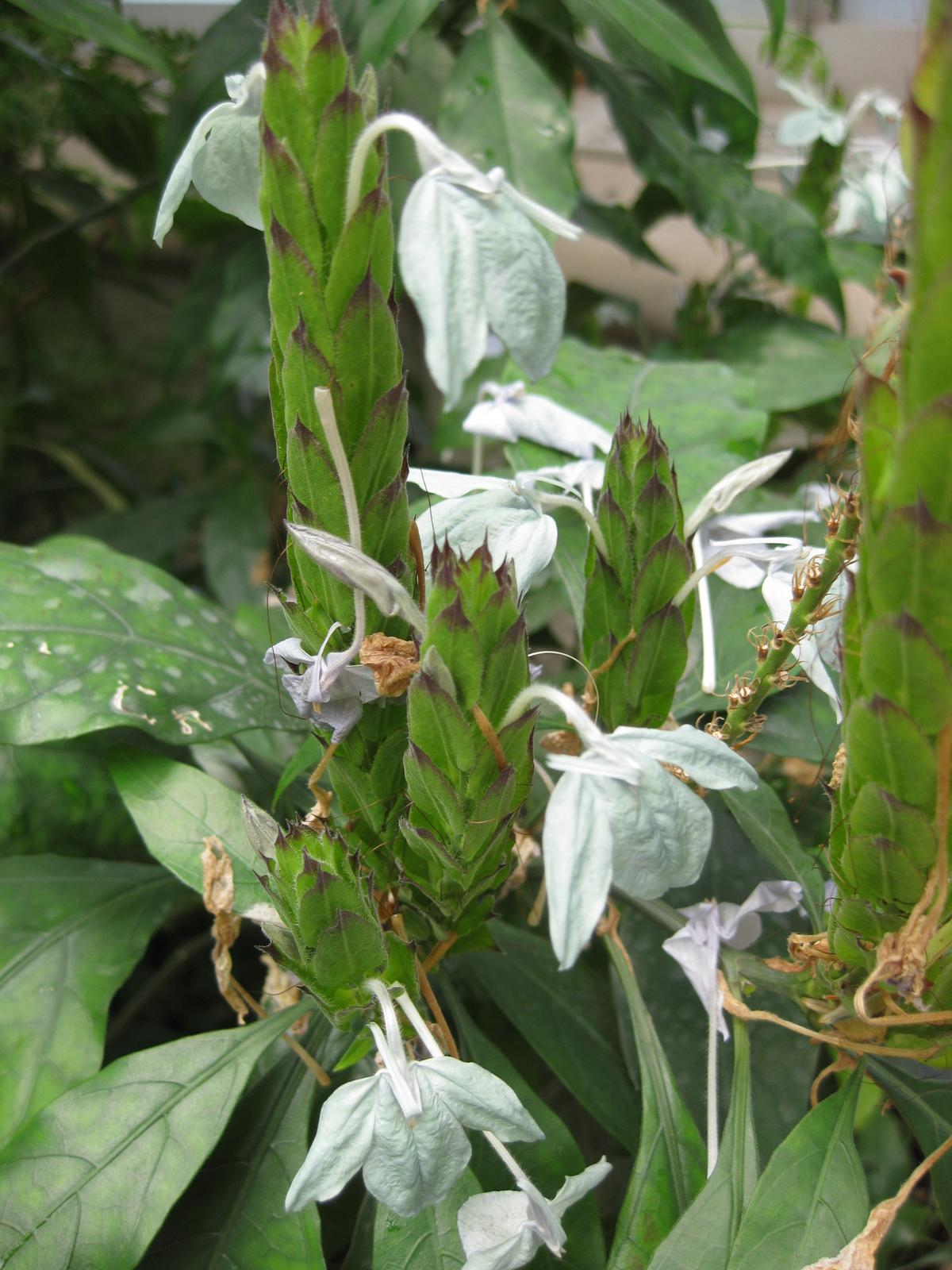
Ecbolium viride
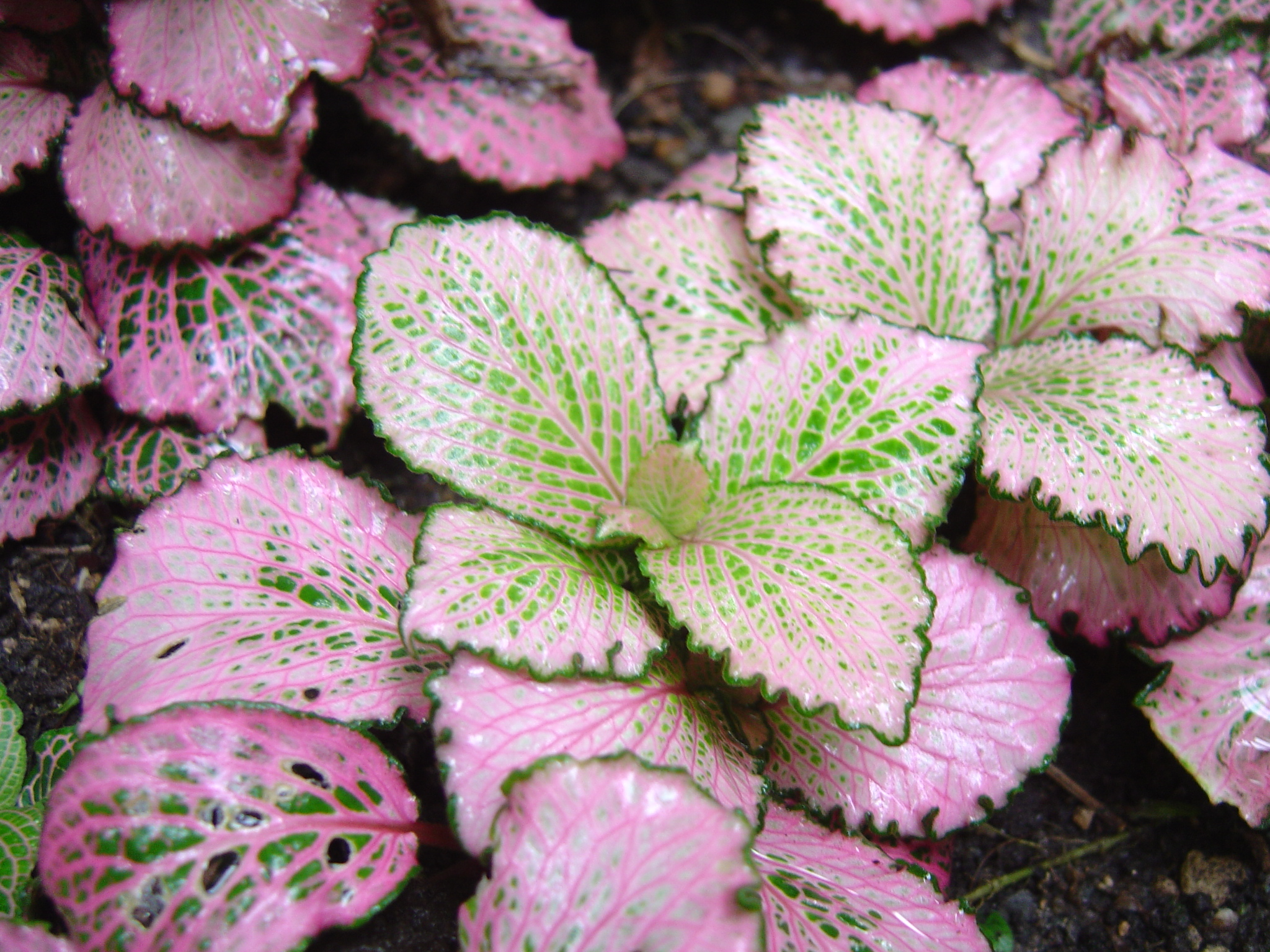
Fittonia albivenis
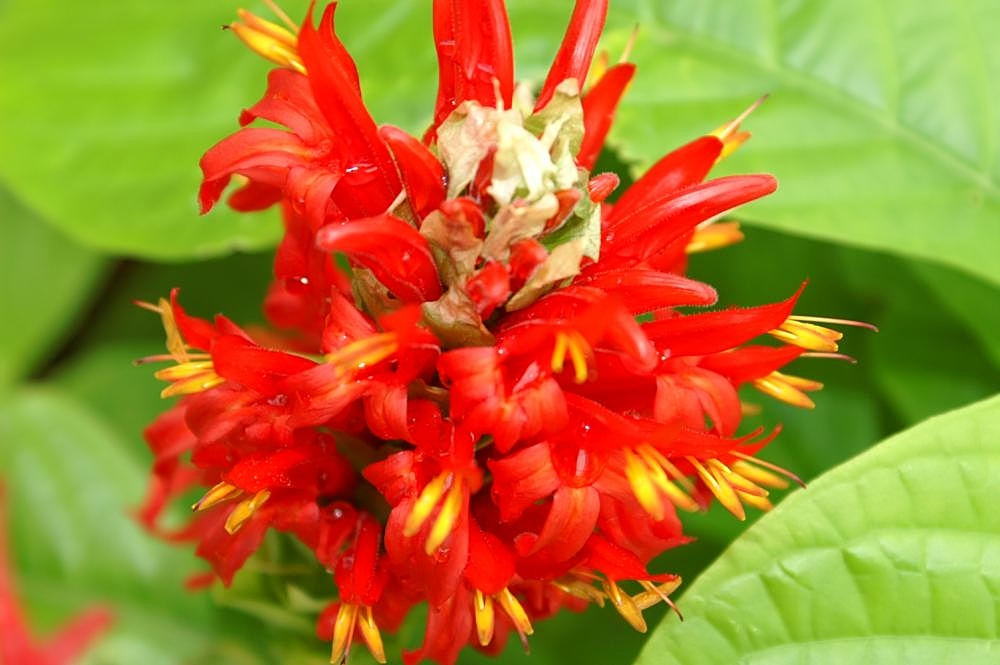
Pachystachys coccinea
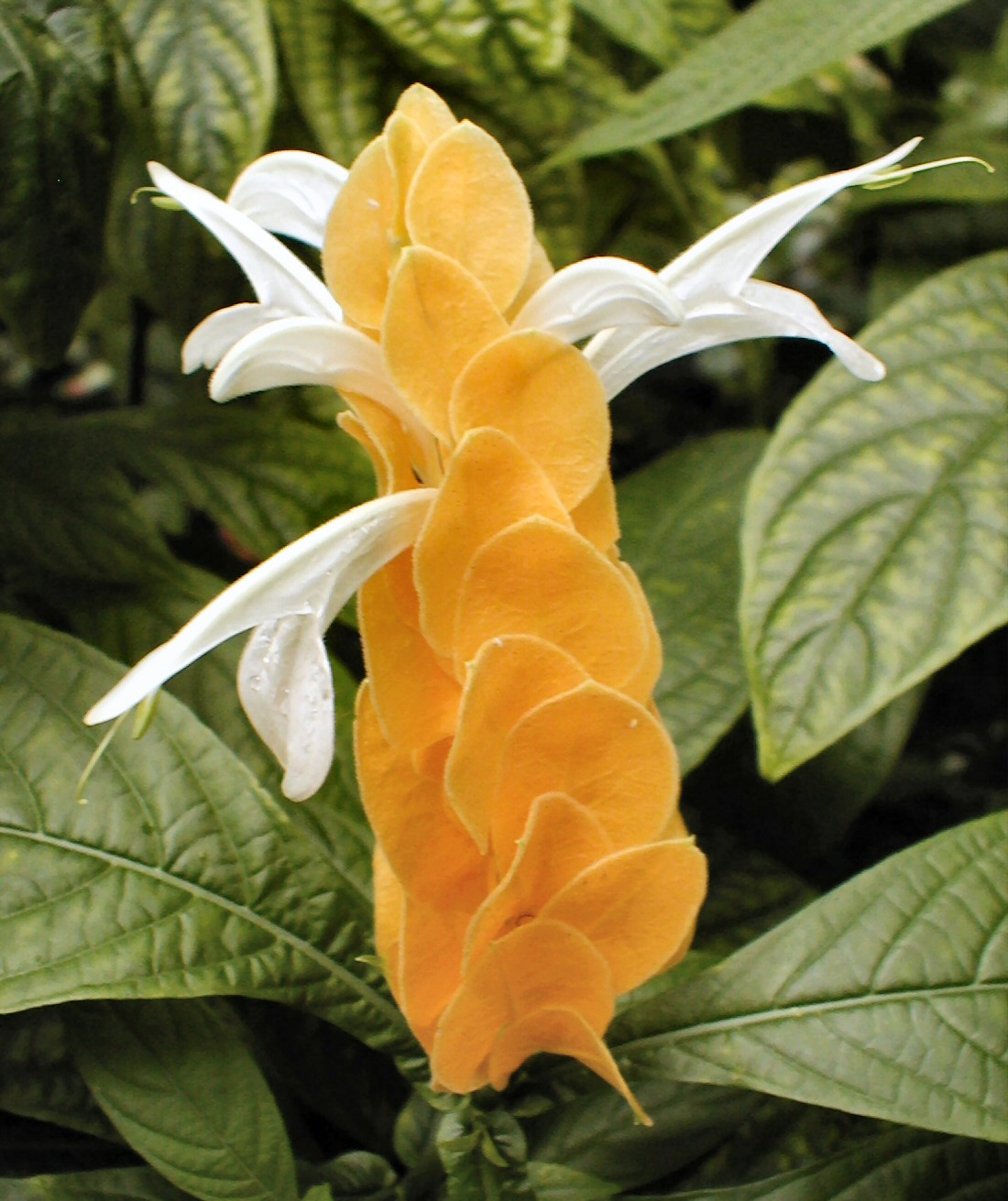
Pachystachys lutea
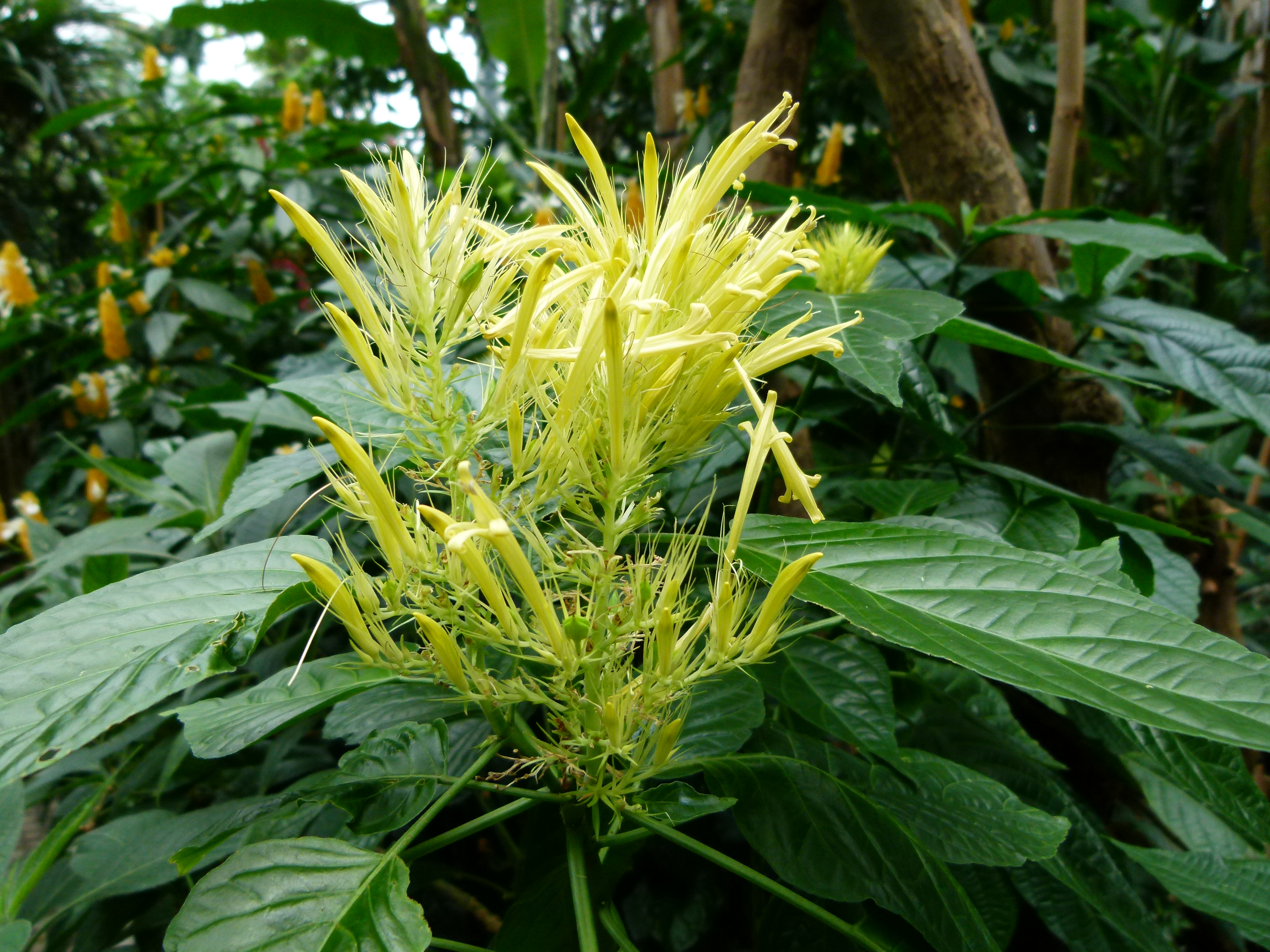
Schaueria calycotricha
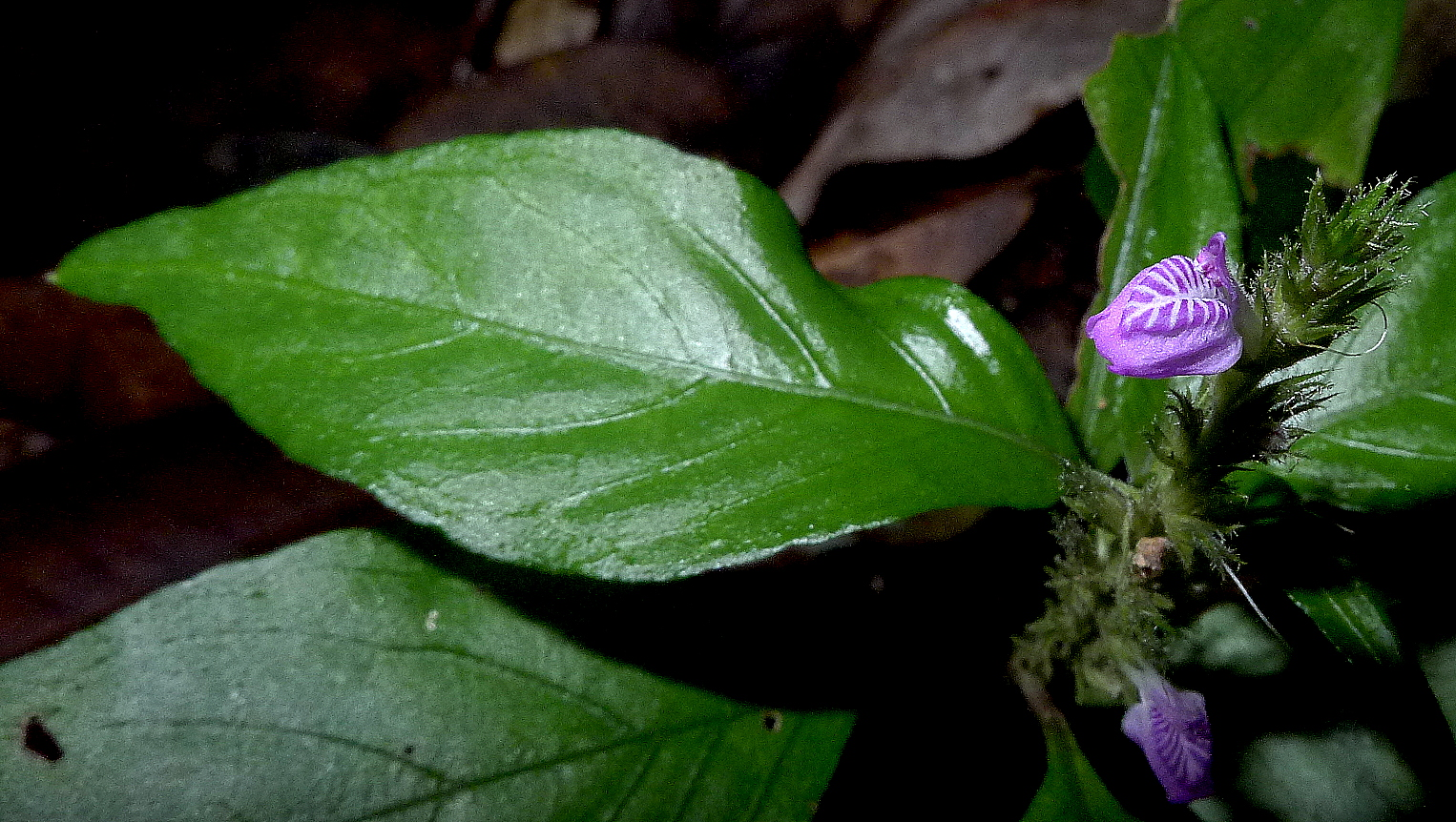
Schaueria hirsuta
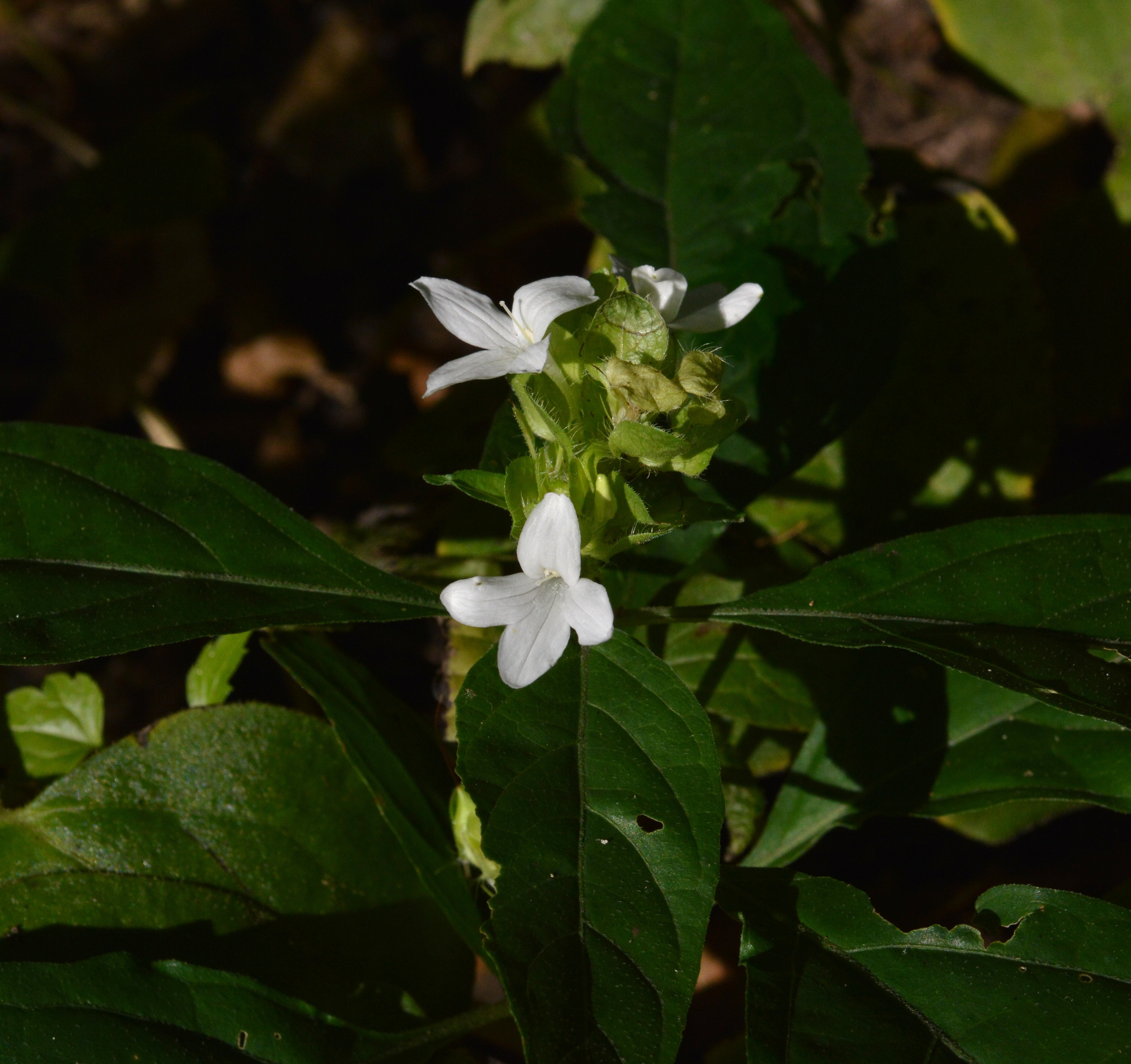
Yeatesia viridiflora

### Filogenesi

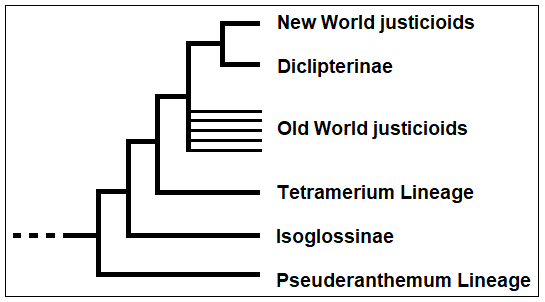
Cladogramma della tribù

La tribù Justicieae è descritta all'interno della sottofamiglia Acanthoideae (il "core" della famiglia) e alle analisi filogenetiche si presenta decisamente monofiletica (definito "clade retinacolo" in riferimento al particolare funicolo dei semi). Questa struttura deriva dal funicolo persistente dei semi e che, con la fruttificazione matura, diventa legnoso a forma di uncino per sostenere il seme. Risolta con certezza è anche la reazione di tipo "gruppo fratello" di questa tribù con il "clade cistoleo" (il resto dei generi della sottofamiglia).  Questa tribù è inoltre "gruppo fratello" di un'altra grande tribù: Ruellieae; e insieme alla tribù Acantheae formano il "gruppo basale" della sottofamiglia.
All'interno della tribù si individuano 6 gruppi. Tutti formano dei cladi monofiletici ben sostenuti a parte il gruppo Old World justicioids che risulta parafiletico.
- New World justicioids: questo gruppo informale insieme alle Diclipterinae formano un "gruppo fratello" e rappresentano il "core" della tribù. All'interno del gruppo tutti i generi sono monofiletici ad eccezione del grande genere Justicia. Questo gruppo è caratterizzato dalla tendenza ad una maggiore complessità della morfologia e dell'ornamentazione in confronto alle altre sezioni della tribù. Caratteristico è il solco interno del labbro superiore della corolla.[18]
- Diclipterinae: questa sottotribù è caratterizzata dalle teche inserite ad altezze diverse sui filamenti e non perfettamente parallele con appendici basali di vari forme, da una fessura (o cresta) rugosa sul labbro superiore della corolla e dalla resupinazione di 180° della stessa.[19]
- Old World justicioids: questo gruppo informale non è monofiletico; le varie specie sono accomunate soprattutto geograficamente (al vecchio Mondo, areale australiano incluso). Sono necessari ulteriori studi per comprendere meglio la struttura filogenetica di questo gruppo.[20]
- Tetramerium lineage: questo gruppo informale è "gruppo fratello" al "core" della tribù. All'interno del lignaggio i generi del Vecchio Mondo Chlamydacardia e Clinacanthus risultano "gruppo fratello" al resto dei membri e insieme ad alcuni cladi del Vecchio Mondo formano la parte più "basale" del "Tetramerium lineage". Il resto dei generi compongono il "New World Tetramerium Lineage" (lignaggio del Nuovo Mondo) formato a sua volta da diversi cladi la cui distribuzione è relativa al Nord America, America Centrale e Sud America. La parte più recente del  "Tetramerium lineage", da un punto di vista evolutivo, è formata dal "Core Tetramerium Lineage".[21]
- Pseuderanthemum lineage: questo gruppo è debolmente supportato da un punto di vista filogenetico; rappresenta comunque una serie di lignaggi basali per la tribù Justicieae. Le piante di questo gruppo sono contrassegnate da quattro elementi staminali (4 stami o due stami fertile e due staminoidi). Questo è un plesiomorfismo per tutta la famiglia delle Acanthaceae. Anche la struttura interna del gruppo da un punto di vista filogenetico non è ben risolta.[22] Alcuni lavori più recenti suggeriscono che potrebbero esserci due o più lignaggi basali di Justicieae che conservano il carattere staminale plesiomorfo.[23]

Una possibile sinapomorfia per la tribù è la morfologia del polline tricolpoporato/esapseudocolpato. Un'altra potrebbero essere le antere monoloculari. Nelle Justicieae inoltre sono presenti delle cistoliti sulle foglie ("cristalli vegetali"), strutture che si sono evolute anche nella maggior parte dei generi della famiglia.
Il cladogramma a lato tratto dallo studio citato e semplificato (comprende solamente alcuni generi), mostra l'attuale conoscenza filogenetica del gruppo botanico di questa voce.